# 噶哈巫語文法
噶哈巫語文法為基於噶哈巫語之文法（glammal）。在文法的分類上台灣南島語言並不同於一般的分析語或其它综合语裡的動詞、名詞、形容詞、介詞和副詞等之基本詞類分類。比如台灣南島語裡普遍沒有副詞，而副詞的概念一般以動詞方式呈現、可稱之為「副動詞」，類之於俄语裡的副動詞。對於數、格(附著)及时态改變時語詞的變化方面。噶哈巫語只有代詞本身會依格位之不同而進行变格運作。謂語本身不會依人称、数、性之變化而進行变位運作；而是基於已然語氣及非已然語氣、以主事(AF)及非主事(NAF)的觀點結合時體氣語詞(TAM/TMA/動貌詞)，再配合謂語的时态、体、式進行焦點變換來運作。基本的文法分類是將噶哈巫語詞類之詞綴、字詞結構及分類法，對比分析語等之詞類分類法加以條析判別。

## 概論
噶哈巫語在台灣南島語系中屬於句法比較靈活的語言，基本上可能長期受到閩南語等之漢語的影響，而形成語言結構上的擴增現象。文法上動詞附有焦點特性、其目的在相對上使語句結構彰顯出邏輯上的主語、或則所強調的謂語，而使表達之目的對焦突出明白。動詞分為現在式、現在進行式(a(插入動詞裡前段))、未來式(V-ay)、被動式(V-en/un)、完成式(lia/-in-)、及祈使式(-i)等之各種時態，動詞如重疊(V-V)除表語氣上強化之外、亦表事件為進行中或重複性的動作。名詞也有少部分親屬稱謂呼格(N-i)的使用，名詞後綴(N-an)表示地方處所、而名詞重覆(N-N)表示很多之意。總的而言，類如其它台灣南島語言的文法、不過還是有其它細部的差異。在下述的說明中、"字母(K)"表示"四庄噶哈巫語"獨用，"字母(A)"表示"愛蘭巴宰語"獨用；K/A均標註、或無標註表二種語言通用，或則在噶哈巫語之後加註巴宰語的用法。

## 噶哈巫語與巴宰語的關係
噶哈巫語與巴宰語一般可部分互通。之間還是有語音結構上的差異性、與表達法上的不同。語音方面比如：巴宰語有捲舌音「r」；而噶哈巫語用齒後音「l」替代、或省略「r」等之相異。語句表達上有部分類似，而句型方面有結構上的明顯分野。或許二者有如賽德克語裡的「德克達雅語」與「德路固語」之別。噶哈巫語現行採用拉丁字母來拼寫，比如「老師、醫生」寫為「taka'at」。

## 正寫法
噶哈巫語正寫法、目前以李壬癸院士及土田滋教授二人所編之〈巴宰語字典〉(Pazih Dictionary)、〈巴宰族傳說歌謠集〉(Pazih Texts and Songs)，噶哈巫族長老潘永歷(Tun Kunay)著之〈噶哈巫的話〉(Kaxabu Muwalak Misa a Ahan Bizu)及董忠司總編輯之〈噶哈巫語分類詞典〉(Kaxabu Muwalak Misa a Ahan Bizu)等為主要參考依據。而巴宰族長老潘金玉著之〈巴宰語母語錄音2184句〉、潘美玉著之〈阿嬤阿都努的巴宰話語〉(Pazeh a Kakawas u apu Adunu)、賴貫一與程士毅編輯之〈阿霧安人的話語和腳蹤〉(Kakawas iu minuzakay ki Abuan a saw)，以及林英津著之〈巴則海語〉等為輔助參考。其目的是將"噶哈巫文"以標準書寫程序法予以表達出共同遵守之"噶哈巫文"之文字規範。平常口語，每個人講的語音都可能不一致，故制定標準詞，以共同遵守。書寫時請盡量用詞典的共同用詞為參考基准，如此對於"噶哈巫語"文字化的制定能夠趨向標準化。基本上、噶哈巫語較傾向歸屬於黏著語，動詞、名詞等詞類往往加上不同的詞綴(前、中、後，及環綴)就會產生不同的語態或格位型式表達法。不過固定的那種詞綴就是那種語態，故傾向歸為黏著語語群。噶哈巫語詞綴表現最多的詞類、是在動詞部份。而語詞的音節採「CVCVC」等的排列方式(C 表輔音(Consonant)、V 表元音(Vowel))。語詞在結構上會附與焦點特性之詞綴，目的在使語詞在句中相對之關係落差拉大、而彰顯出其邏輯上的主語、或則所強調的謂語等詞性，使其表達之目的對焦集中清楚。

## 連字號
噶哈巫語為音節化的語言，字詞書寫以語義字組音節為單位連寫。而目前使用連字號在音節之間標示，以之作為鏈接詞綴、疊詞、焦點系統、時貌態系統等語詞時之分析標示用。比如說/M-a-u-pauxut naki a ina/((我)正在畫我媽媽/(mu-pauxut/mu-bizu)為"畫(圖)",(-a-)為"進行式"中綴,(naki a ina)為"屬格結構性質的賓格詞組")為一附著格式名稱詞，有組字詞音節之結合，所以中間用連字號(-)連結作為教學或研究之分析標示。實際書寫需去掉連字號如:(Maupauxut naki a ina.)。

## 撇號
同一字詞內因發音響度關係音節須分開處、或目前發音歸納問題還須理清處；或則表示聲門音<ʔ>等，用撇号< '>予以標示。

## 詞綴
噶哈巫語的詞綴（afihu）以使用特性分，有(1).靜態性詞綴、(2).動態性詞綴。傳統之語詞解析出之通用性詞綴謂之靜態性詞綴，而其通常較少作為詞語詞類延伸之輔助綴語、而本身亦是词根(語幹/root)性之詞綴。動態性詞綴則作為普偏性詞語詞類之延伸性詞綴，此類有：連繫詞、動態性詞綴系列等綴語。

### 靜態性詞綴系列
噶哈巫語的靜態性詞綴系列為傳統語詞解析出之词根、亦視之為以綴語形式表現的語根或詞幹，一般甚少作為普偏通用性詞綴或單一詞根的词语。一般靜態性詞綴之語根單獨本身是比較少使用、需加上其他標記或語詞或詞綴等才使用。而同一詞綴往往因語意的不同可轉換為前綴、中綴、後綴，甚至環綴（前後綴）等角色之應用變化。靜態性詞綴有時亦可用作語詞延伸擴張之輔助綴語，可使詞語做有規律的詞義及詞性展延。
- ader-: hard, tight, firm
- ara-: to take, to get, to obtain
- babek-: to throb, to pulse
- baret-: to borrow
- buas-: to overflow
- ideh-:soon, fast, quick
- irat-: to have an erection, alive
- itul-: to rise, to stand up
- kizip-: to pinch
- kiliw-: to call, to cry
- kuxus-: to shave, to plane
- leket-: just, right, just right

### 動態性詞綴系列
噶哈巫語詞綴有前綴、中綴，及後綴。加上不同的詞綴除使詞義轉變外，也會使詞性產生變化、比如從名詞轉變為動詞等。詞綴的特性使南島語的詞語數量可以做延伸性的擴張，也使詞語做有規律的詞義及詞性展延。參照李壬癸院士整理發表有如下詞綴變化語構。
前綴 (41)
| - a-: nominalization - ha-: stative - ka-: inchoative - kaa-; ka-: nominal - kai-: to stay at a certain location - m-: agent focus - ma(mai)-, (ka-): stative - ma- (pa-): to have (noun); agent-focus - maa[ka]- (paa[ka]-): - mutually, reciprocal - maka- (paka-): to bear, bring forth - mana- (pana-): to wash (body parts) - mari- (pari-): to bear, to give birth (of animal) | - maru- (paru-): to lay eggs or give birth - masa-: verbal prefix - masi- (pasi-): to move, to wear - mata-: (number of) times - mati- (pati-): to carry, to wear, to catch - matu- (patu-): to build, erect, set up - maxa- (paxa-): to produce, to bring forth; to become - maxi- (paxi-): to have, to bring forth; to look carefully - me-, mi- (pi-), mi- (i-): agent-focus - mia- (pia-): towards, to go - mia- which one; ordinal (number) | - mu- (pu-): agent-focus (-um- in many other Formosan languages); to release - p-, p-…-i: causative - pa-: verbalizer; causative, active verb - paa-; pa-: nominal; verbalizer - paka-: causative, stative verb - papa-: to ride - pi-(pai-): causative - pu-: to pave, causative - sa-, saa-, si-: instrumental-focus, something used to ..., tools - si-: to have, to produce; to go (to a location) | - ta-: agentive, one specialized in ...; nominal prefix; verbal prefix - tau-: agentive - taxa-: to feel like doing; to take a special posture - taxi-: to lower one's body - taxu-: to move around - ti-: to get something undesirable or uncomfortable - tu-: stative - xi-: to turn over, to revert |

中綴 (2)
- -a-: progressive, durative
- -in-: perfective, to emphasize (very/strongly)

後綴 (8)
- -an: locative-focus, location, nominalization
- -an, -nan: locative pronoun or personal name
- -aw: patient-focus, irrealis
- -ay: agent- or locative-focus, irrealis
- -en, -un: patient-focus
- -i: patient-focus, imperative; vocative, address for an elder kinship
- CV- -an: location
- -na: imperative

環綴 (13)
- a-…-an: locative-focus, location
- kali-…-an: susceptible to, involuntarily
- p-…-i: causative
- pa(paa)-…an: nominalization
- pa-…-i: verbalizer; imperative, causative, active verb
- pu-…-an: locative-focus, location
- si-(sa-/saa-)…-an: to bring forth, to have a growth on one's body
- ta-…-aw；ta-…-i: patient-focus, future
- tau-…-an: a gathering place

## 字詞結構
噶哈巫語構詞以構詞方式及基本構詞來分析，並以其規律化或非規律化來比較其演進特徵。

### 構詞方式
構詞方式大抵有幾種，(1).加綴法、(2).疊詞法、(3).名物化法、(4).複合詞法、(5).轉寫法(外來語轉寫法，分為：直接引用、音變整合法)。

### 加綴法
由詞幹加詞綴而構成之詞語，詞綴可為前綴/中綴/後綴或環綴(前後綴)。
- 前綴之語構：aba-abasan(中年人)、in-apa(已帶)、ha-lupas(長)、kaa-siuk(燕子)、ka-damu(薯榔)、pu-hinis(中意<某人>/愛戀)、maa-riat(都市/平原)、maaxi-zapay(姑娘/閨女/女青年)等。
- 中綴之語構，通常用於謂語較多；用於表達狀態的完成(-in-)、極致強調(-in-)及進行(-a-)等意思：k-in-was(已說/中綴(-in-)表"完成式")、m-in-ataxubilih(本來要回去的)、m-in-amausay(本來要去的)、m-in-eken(已吃的)、p-a-i-suzuk(正在藏)、g-a-irigir(正在鋸)、t-a-umala(正在聽/中綴(-a-)表"進行式")、m-in-axiuxiut(極渾濁/中綴(-in-)表"極/非常"強調之意)、t-in-ereherehel(黑漆漆/中綴(-in-)表"重複性強調"(漆漆)之意)等。
- 後綴之語構：taderek-an(食道)、da-daux-ay(要喝)、ngazib-en(<被>咬/加上"受事標記"(-en))、singar-en(<被>捉到/加上"受事標記"(-en))、pasi-saik-an(肛門/廁所)等。
- 環綴(前後綴)之語構，在醫學上的謂語常用：pu-batu-an(鋪石之處)、si-xilax-an(長蛔蟲)、si-bunux-an(因生瘡而腫)、si-ziu-ziux-an(禿斑)、ha-sara-sarax-an(唏嗦作響/腳踩在乾葉子堆上時所發出的聲響)等。

### 疊詞法
疊詞(reduplication/Red.)即指在噶哈巫語之語詞重疊的形成過程，首先會進行詞幹首音節複製、二來形成雙音拍(mora)的音構。在詞幹首音節及雙音拍之爭和上會形成多種的疊詞語構。噶哈巫語疊詞的架構有兩種：左向重疊(leftward Red.)，及右向重疊(rightward Red.)。疊詞基本上表示三種功能。
- 複數語義疊詞(涉及左向重疊(←)往左延伸)。kusu-kusukus(繼續轉)，tala-talawas-i(頭抬著!/(-i)為祈使語氣助詞,亦可用右向重疊(talawa-lawa-s-i!))、mina'aku'akux((天氣)很熱)、maa-kawa-kawas(商量)、maxa-ke-kela(想念/回憶)、ata-atas((陡峭)懸崖)、tu-luzu-luzuk(很深)等。
- 動作持續或強化之疊詞(涉及右向重疊(→)往右延伸)。mai-kixi-kixi(投訴/(mai-kii-kixi)為"低語")、tangiti-ngiti(非常生氣)，kasiba-siba-t(一直教)、ba'i-ba'i(風箏/bari-bari)、azaw-azaw dali("經過好多"(天)/(azaw-azaw)表"經過好多")等。
- 語義上表示程度加強之疊詞(涉及右向重疊(→)往右延伸)；程度的加強除了疊詞外、亦有再置入中綴(-in-)的混合使用法。t-in-uxubus-xubus(相當甜/(t-in-uxubus)為加上中綴(-in-)表程度的強調)、zuku-zuk(銀行)等。

### 名物化法
經由加上詞綴可將其他詞性的語詞，一般是謂語和形容詞等詞類轉化為「名詞詞組」之名物化(nominalization/名詞化)的過程。名物化以綴詞區別大抵分兩類:(1).靜態性名物化(stative verb/原謂語非進行式)、(2).動態性名物化(active verb)。靜態性質的名物化以謂語等詞加上前綴/a-/表示，其特性為詞語在句中單純呈現靜態語義(static)。而動態性質的名物化以謂語等詞加上後綴/-an/等表示，其特性為詞語在句中有動態語義(active)連繫。動態性名物化可以單獨的轉化或配合特定的前綴來轉化為相關之人物、工具及職業等，或則轉成特定地點、指定的所在處等地方副詞。而靜態名物化一般均視為單一名詞，大部分討論的是動態性名物化之詞性構成、及其在句中語義和詞性之聯繫變化。
- 加上環綴(前後綴)到「非名詞」詞語上而形成名物化或動名詞之語構。公式:</前綴(si-/pu-…)/+(動詞或形容詞等)+/後綴(-an)/>：si-pilax-an(生疥廯)、pai-halam-an(蒸籠/pai-halama-(a)n)、si-xirax-an(生白廯)、si-ka-duxu-an(占卜者/念咒的人)、paka-bai-bai-an(病院)等。
- 加上前綴到「非名詞性或名詞性」的詞語上而形成"延伸性"名物化之語構。公式:</前綴(a-)/+(名詞，動詞或形容詞等)>：a-muzizay kakawas(舊約)、a-xias kakawas(新約)、a-inga-ingar(各種蔬果/蔬果類/(a-inga-ingar)亦為"左向重疊"之疊詞架構)、a-arep(扇子)、a-ixu(船槳)等。

### 複合詞法
複合詞構詞方式為兩個詞語以上所構成之單一詞意。傳統上噶哈巫語的複合詞用法比較少見，近代則複合詞的用法出現較頻繁。複合詞構詞法有如下幾種。
1. 由連繫詞/a/形成「前位修飾構詞法」；公式:(A+a+B)⇒A的B：ma-punu a saw(傻瓜/azem a saw)、uhuza peret(古時候)、ina a xiasuan(外婆)、adus a mahabahar(飛鼠)、maritiw a daurik(瞇眼)、ma-kulakul a punu(新生兒頭上的髒物/(kulakul)指"鍋巴")、(r)iak a hinis(關係良好)、matepenged a rima(冷手)、talima a saw(親戚)、pasikis a kahuy(十字架)等。
2. 前後詞相接形成「前位修飾構詞法」；公式：(A+B）⇒A的B：dusa musuku(兩噚)、taatalima saw(自己的親人)、walis lepeng(犬齒)、xipu nuang(母牛)、tulikan lawa(花布/(女人的)刺青)、walu yamadu(蜜糖)、wazan spiatudu(中指/wazan kakamut)、wazan xuma(客廳)、taatalima saw(自己的親人)、umamah tarantaw(水田溝)等。
3. 連繫詞/u/形成「後位修飾構詞法」；公式:(B+u+A)⇒A的B：rahan u hauriak(美好的語詞) 、dadius u pila(銀匙)、rima u saw(人手)、rimuk u salaman(有空的小珠)等。
4. 前後詞相接形成「後位修飾構詞法」；公式：(B+A）⇒A的B：pungu daxe(地主)、xubu tadaw(刀鞘)、saa-zubu tulala(花瓶)、tulala dalum(木槿(花))、tulala sa-saunan(牽牛花/向日紅)等。

### 轉寫法
轉寫法亦稱外來語轉寫法，即在噶哈巫語與其它語言之間所產生的"偶然空缺"(詞彙空缺)現象致"無等值語言單位"表示，則直接使用其它語言已先存有之"語言單位"再將之轉寫來表示。比如噶哈巫語直接使用閩南語轉寫之(maasi)表示「麻糬」、客家話轉寫之(gésia)表示「乞丐」等之意。而引用時間上最早引用閩南語、泰雅語及賽德克語，之後則為日語、中文及英語。

#### 直接引用
噶哈巫語須用一些外來語，這些外來語轉為噶哈巫語後其音調須再作些許變調以應噶哈巫語聲調輪廓。近代外來語用詞如：/cék/(支票/check/英語)，以及/kulétikal/(信用卡)、paspot(護照)等、akon(阿公、閩南語(tapuru a ahan)：agong)、aba(阿爸、閩南語：aba)、na(若,假如/假設詞、閩南語：na)、iu(藥、閩南語：ior(藥))、asi(不確定、閩南語：ia'si(或是))。

#### 音變整合
其它地區或國家之外來語原則上可直接引用在噶哈巫語上，再做些許音調調變即可轉用。基本上噶哈巫語外來語的引用問題不大，只是些許音調上的問題須做調整及習慣而已。音變整合比如電郵/imél/源自英語/email/之音译音變整合。/télébi/(電視)源自英語(Television)。/éga/(電影)源自日語(/eiga)。/kopi/(影印)源自英語(copy)。客家話(rutakay a ahan)之"野外大蜥蜴"(san geu tai)一詞轉為噶哈巫語變為/sangkungtay/。等。

## 格位標記
雖然早期噶哈巫語大部分使用以謂語起頭的典型南島語句型。不過、長期受到閩南語等之漢語的影響，而形成句型結構上擴增演變為含有SVO(主谓宾结构、動詞在中間)之句型架構。典型的有噶哈巫語四種名詞的格位標記(格助詞/虛詞)大部分為後位修飾：ki/ka (主格)、ni/nu (屬格)、di, -an (方位格)、u/yu (宾格,斜格)，主要用來表示字詞在句中的文法相對關係。表中的"中性格"可當主格、屬格、斜格(受格/賓語)，即中性格沒有格位區分。
| (1).〖格位標記形態及語義說明〗 - 主格標記（nominative case/N-case）,人稱代詞亦可用中性格：ki/iki:而iki(that)用為強調性的主格標記。主格標記常可省略，獨立使用。而(ki)出現在一般結構句上的主語前置，或(PF)受事結構句裡的主語前置。Aidini ki nisiw a babizu.(你的書在這裡/(aidini)指示代詞表"這裡",(nisiw a babizu)指"你的書",(nisiw)為單數第2人稱屬格,後接"連繫詞(a)"再接名詞"書"(babizu))。Maba'i liaka iwiw ki ma-kihatan.(風吹而後花兒微笑似的輕輕搖動/(liaka)表"然後",(iwiw)為"輕輕搖動",主語(ma-kihatan)表"微笑似的")。Axay ki mini?(這是什麼?/(axay)與(asay)為自由變異,(mini)為"指示代詞")。 - 斜格標記（neutral case/N-case）,人稱代詞可用中性格：u, a, kani(僅用在人名上)。斜格有時可省略，獨立使用。Adang a dali lia ka maakuas kani atun.(有一天他們對atun說)、Kan-i a alaw.(吃魚/(kan/ken)為謂語表"吃",(a)為斜格)。 - 屬格標記（genitive case/G-case）,人稱代詞亦可用中性格：ni, nu(no/較少用)。ni前(後)置用法均可。屬格一般不省略，獨立使用。Uka nu saw a sen lia.(像(據)人們說的/(sen)表"據說/據…(it is said)")。Yaku ka mausay mu-ka-balet babizu ni Atun.(我要去借Atun的書)。 - 方位格標記（locative case/L-case）,只用方位格人稱代詞：di, <…-an>。方位格一般不省略，獨立或附著使用。<…-an>形態的方位格一般又分：代詞方位格(如:yami-an/你們)，及名詞方位格(如:pasi-saik-an/肛門/廁所)等類。Babazu siatu di xuma ki ina.(母親正在家洗衣服/(babazu siatu)表"洗衣服",(babazu)為"洗",(siatu)為"衣服",(xuma)指"家裡")。 | \| 格位 \| 主格 \| 斜格 \| 屬格 \| 方位格 \| 備註 \| \| ------------- \| ---- \| --------- \| ----------------------------- \| ---------- \| -------------------------------------------------------- \| \| 一般名詞 \| ki \| u, a \| ni, nu(no) \| di, <…-an> \| nu(no/一般較少用)，在古語或 祭詞方面較常用 \| \| 專有名詞 人名 \| ki \| u, a kani \| ni, nu(no) \| di, <…-an> \| kani(僅用於人名) u 後可接補語或表"有關…" 或後位修飾"…的" \| \| 人稱代詞 \| 主格 \| 中性格 \| 屬格代詞變化, (ni)+屬格(詞組) \| di+方位格 \| 在PF用法時,代詞屬格後如有 被修飾的詞組,則屬格前可加(ni) \| |           |                               |            |                                                          |
| 格位 | 主格 | 斜格      | 屬格                          | 方位格     | 備註                                                     |
| 一般名詞 | ki | u, a      | ni, nu(no)                    | di, <…-an> | nu(no/一般較少用)，在古語或 祭詞方面較常用               |
| 專有名詞 人名 | ki | u, a kani | ni, nu(no)                    | di, <…-an> | kani(僅用於人名) u 後可接補語或表"有關…" 或後位修飾"…的" |
| 人稱代詞 | 主格 | 中性格    | 屬格代詞變化, (ni)+屬格(詞組) | di+方位格  | 在PF用法時,代詞屬格後如有 被修飾的詞組,則屬格前可加(ni)  |

## 主題標記
噶哈巫語之主題標記"<ka/(i)ki>或謂之主格標記是用來標記一個句子主題(話題)的小品詞，即是用來表示"主語"之用。類如日語中(wa)之用法(例：私…)。主題(主語)可以是名詞、"名詞組"或子句等架構。(ka)屬於前位修飾、獨立使用，一般不省略、不過視語句需要有時可以省略(ka)。有時亦可單用(ka)來替代"主題"，而省略(ka)之前的名詞、"名詞組"或子句等主題架構、如同英語的關係代詞(which/as)或(that)。(iki)亦作為指示代詞"那個(that)"之意。
- 例句如：Ina (ka) kalu saapa m-apa (r)abex mamaleng.(媽媽用背巾背著男嬰/((r)abex a rakihan)表"幼小的孩子",/kalu/為(替代工具格)表"用…"之意)。Usa-i! Ka alu mu-ken ahuan o.(去吧！(記得)回來吃晚飯喔/主題標記(ka)為"省略前面的主題子句(你要記得)",(ahuan)指"晚飯",(o/u)為"祈使(疑問)助詞")。Takabaibai ka sapiken iu di naki a ilas.(醫生在我的膝蓋敷藥/(taka-bai-bai)為"醫生",(sapiken)為"敷/塗(藥)",(iu)為"藥",(naki a ilas)為"我的膝蓋")。U'ung ka isilaw ki.(雲是白色的/(ki)強調其"前置詞(isilaw)",(u'ung)為"雲",(isilaw)表"白色的")。

- (ki)後置式結構：於主題標記(ka)之後如再次強調句後(通常位於句尾)之"某一詞語(前置詞)"，則於"某一詞語(前置詞)"之後再置放"主格格位標記"(ki)；公式:<(主題)+ka+(前置詞)+ki>。

- 例句如：Mini a ahan ka ededer ki.(這句話是真的/(mini a ahan)為"主題",((i)mini)為"主格/賓格"的"指近(這)"之指示代詞,(ededer)表"真的",主格格位標記(ki)強調其"前置詞(ededer)".)。Naki a wazu ka xipu ki.(我的狗是母的/(naki a wazu)為"主題",(ki)強調其"前置詞(xipu)",(xipu)為"母的",)。

## 焦點系統
在數、格及时态（附著）改變時語詞的變化上，噶哈巫語謂語本身不會進行变位運作，而是以主事(AF)及非主事(NAF)的觀點配合謂語的时态、体、式進行焦點變換之運作。噶哈巫語的焦點系統可二分為「主事」及「非主事」(non-agent，三論元句型多以此種表達)之兩類焦點句型。形態如下所列：
| (1).〖焦點系統形態及語義說明〗 - 主事焦點(agent focus/AF) 噶哈巫語加上AF"(m)系列詞綴"所形成的謂語往往變成固定的詞組。而有些(m)詞綴系列的謂語除保留原有之AF外、變成PF時再加上後綴(-en/-un)之後，謂語會形成主事及受事混用之情況。 - 非主事焦點(non-agent focus/NAF) - 受事焦點(patient focus/PF) 受事焦點的句式其後置"邏輯主語"會以"屬格架構(屬格代詞(或屬格代詞詞組),屬格標記)"來表示。而其主詞則以名詞加上"主格標記"(ki)的架構、或中性格代詞(亦可類如賽德克語,可加上主語標記(ki))來表示。 - 處所焦點(locative focus/LF) 處所焦點一般只要加上(-an)、或用處所前置詞(di)等來標示。 - 指事焦點(referential focus/RF) - 工具焦點(instrumental focus/IF) 工具焦點會使用工具前綴(saa-/sa-/si-)等來表示，或用<kalu(use…)>,<aunu(for…)>來表示工具焦點。 - 受惠焦點(beneficiary focus/BF) 受惠焦點同於工具焦點，或用<aunu(for…)>,<kalu(use…)>來表示工具焦點。 | \| <噶哈巫語焦點系統標記表> \| \| \| \| \| \| \| \| 焦點標記 \| 陳述句 \| 陳述句 \| 陳述句 \| 祈使句 \| 祈使句 \| 祈使句 \| \| 焦點標記 \| 肯定式 \| 肯定式 \| 否定式 \| 肯定式 \| 肯定式 \| 否定式 \| \| 主事焦點 \| m-,-in-,pa-,-lia, Red,-ay,-lia,-a- \| m-,-in-,pa-,-lia, Red,-ay,-lia,-a- \| m-,-in-,pa-,-lia, Red,-ay,-lia,-a- \| -i \| -i \| -i \| \| 受事焦點 \| -en,pa-…(-en),-in-, -lia,Red,-aw,-lia,-a- \| -en,pa-…(-en),-in-, -lia,Red,-aw,-lia,-a- \| -en,pa-…(-en),-in-, -lia,Red,-aw,-lia,-a- \| -i \| -i \| -i \| \| 處所焦點 \| -an, (di…) \| -an, (di…) \| -an, (di…) \| Ø \| Ø \| Ø \| \| 指事焦點 \| (saa-/sa-/si-)…(-an/-en) \| (saa-/sa-/si-)…(-an/-en) \| (saa-/sa-/si-)…(-an/-en) \| Ø \| Ø \| Ø \| \| 備 註 \| <AF：m-,ma-,me-,mi-,mu-,Ø(無)> <Red為"重疊詞",如:ba-baket(beating)> \| <AF：m-,ma-,me-,mi-,mu-,Ø(無)> <Red為"重疊詞",如:ba-baket(beating)> \| <AF：m-,ma-,me-,mi-,mu-,Ø(無)> <Red為"重疊詞",如:ba-baket(beating)> \| <AF：m-,ma-,me-,mi-,mu-,Ø(無)> <Red為"重疊詞",如:ba-baket(beating)> \| <AF：m-,ma-,me-,mi-,mu-,Ø(無)> <Red為"重疊詞",如:ba-baket(beating)> \| <AF：m-,ma-,me-,mi-,mu-,Ø(無)> <Red為"重疊詞",如:ba-baket(beating)> \| |                                                                     |                                                                     |                                                                     |                                                                     |                                                                     |
| <噶哈巫語焦點系統標記表> | |                                                                     |                                                                     |                                                                     |                                                                     |                                                                     |
| 焦點標記 | 陳述句 | 陳述句                                                              | 陳述句                                                              | 祈使句                                                              | 祈使句                                                              | 祈使句                                                              |
| 焦點標記 | 肯定式 | 肯定式                                                              | 否定式                                                              | 肯定式                                                              | 肯定式                                                              | 否定式                                                              |
| 主事焦點 | m-,-in-,pa-,-lia, Red,-ay,-lia,-a- | m-,-in-,pa-,-lia, Red,-ay,-lia,-a-                                  | m-,-in-,pa-,-lia, Red,-ay,-lia,-a-                                  | -i                                                                  | -i                                                                  | -i                                                                  |
| 受事焦點 | -en,pa-…(-en),-in-, -lia,Red,-aw,-lia,-a- | -en,pa-…(-en),-in-, -lia,Red,-aw,-lia,-a-                           | -en,pa-…(-en),-in-, -lia,Red,-aw,-lia,-a-                           | -i                                                                  | -i                                                                  | -i                                                                  |
| 處所焦點 | -an, (di…) | -an, (di…)                                                          | -an, (di…)                                                          | Ø                                                                   | Ø                                                                   | Ø                                                                   |
| 指事焦點 | (saa-/sa-/si-)…(-an/-en) | (saa-/sa-/si-)…(-an/-en)                                            | (saa-/sa-/si-)…(-an/-en)                                            | Ø                                                                   | Ø                                                                   | Ø                                                                   |
| 備 註 | <AF：m-,ma-,me-,mi-,mu-,Ø(無)> <Red為"重疊詞",如:ba-baket(beating)> | <AF：m-,ma-,me-,mi-,mu-,Ø(無)> <Red為"重疊詞",如:ba-baket(beating)> | <AF：m-,ma-,me-,mi-,mu-,Ø(無)> <Red為"重疊詞",如:ba-baket(beating)> | <AF：m-,ma-,me-,mi-,mu-,Ø(無)> <Red為"重疊詞",如:ba-baket(beating)> | <AF：m-,ma-,me-,mi-,mu-,Ø(無)> <Red為"重疊詞",如:ba-baket(beating)> | <AF：m-,ma-,me-,mi-,mu-,Ø(無)> <Red為"重疊詞",如:ba-baket(beating)> |

焦點系統主要分主事(agent)與非主事(non-agent)二大類焦點系統。而非主事焦點有①受事焦點、②處所焦點，及③指事焦點(包括有「工具/受惠」二種焦點)。而受事及處所焦點分開，工具焦點同於受惠焦點。總結有：①「主事焦點」，②「受事焦點」③「處所焦點」，及④「指事焦點」(工具/受惠焦點)等四種。一般而言，主事(AF)及受事(PF)焦點最常用，其次為處所焦點及指事焦點(工具/受惠焦點)。指事焦點以用動詞之前綴<及後綴<saa/sa-…(-an/-en),si…(-an)>的架構表示。在完成式、未來式、過去式(配合時間副詞)、進行式，及祈使式(狹義及廣義)等之焦點的使用上、可以加上詞綴性的動貌詞。一般式:/m-/、完成式(have(has)+pp.):/-in-,-lia/、未來式(will):/-ay/-aw,(配合未來式人稱代詞/pai-/及時間副詞)/、過去式(past/過去完成式):/-lia,(配合時間副詞)/、進行式(-ing):/-a-,Red(重疊詞)/、祈使式(imperative):/(命令)-i，(參與)ta-…-aw(Let's……,"ta"為第1人稱包含式)/、被動式(V-ed):/V-en/V-un/等來表示。否定式則前位加上否定詞，或視語意加以調整表達。

## 時貌態語詞
噶哈巫語的時體氣(TAM/TMA、動貌詞)系統可二分為「已然語氣」、及「非已然語氣」之兩種语气形態。總的而言、時貌態系統結合「時式系統」、「動貌系統」、以及「語態系統」等來討論。不同於噶瑪蘭語，對於現在、過去，及未來式句型中之謂語均需再加主事焦點（TAM）標記/(-)m-/或受事焦點標記/-en/等來表示。AF標記有幾種：m-,ma-,me-,mi-,mu-,na(無AF前綴詞)。/-lia/(lai)大抵作為時間性的語尾助詞使用，基本上指過去或現在。/sa-/主要用在/saa-/的同音簡縮上，而/si-/的用例極少。通過語料的分析、受事焦點通常用來表示過去的事件(表示事情已被做)。
| (1).〖時貌態系統詞綴形態及語義說明〗 - 主事焦點(agent focus/AF)詞綴：-lia(lai/過去式)，m-,ma-,me-,mi-,mu-,Ø(無AF前綴詞)(一般式), -in-,-lia(完成式)，-ay,<配合未來式人稱代詞及時間副詞>(未來式)。 「已然狀」分「習慣性」、「完成貌」，以及「進行貌」等法表達。 「非已然狀」則只有「未來式」，表未來時間(irrealis)之情態語意。 - 受事焦點(patient focus/PF)詞綴，屬非主事焦點（non-agent focus, NAF）詞綴，含表達現在、過去，或習慣之已然狀(realis)動貌詞綴：-en(過去式，配合-lia)、-en(一般式)、-en(完成式，配合-lia)。「非已然狀」或未來式、用Red(疊詞)、-aw(非已然受事)或用中綴<-a->在PF的<-en>謂語上來表示之，Tabaked-aw nita ki wazu!(咱們打鉤吧!/狗被咱們打!)、Rakihan rebex a-'iba'-en ni ina.(嬰孩將被媽媽抱著)、Xa-xaringa'-en nak.(我將會繼續玩)。「已然狀」分「習慣性」、「完成貌」，以及「進行貌」等法表達。主事者、受事者等均有時貌態標記。即受事焦點主要在表達現在過去或未來時式、或事件之被動式。有時主語及謂語均可加受事標記，Ukukusa-en rupud-en lia.(工作已被完成了/主語"工作"<ukukusa>加上<-en>) - 處所焦點(locative focus/LF)詞綴，屬非主事焦點（non-agent focus, NAF）詞綴。含表達現在、過去，或習慣之已然狀(realis)動貌詞綴：-an(過去式，配合-lia)，-an(-，一般式),-an(完成式，配合-lia)， 「已然狀」分「習慣性」、「完成貌」，以及「進行貌」等法表達。處所焦點主要在表達過去時態或事件。<-an>及完成式中綴<-in->經常結合在一起用，可以支持「非已然狀」。'In-angid-an ka mairad-ay inang say?(哭能使他活過來嗎?)。 - 指事焦點(referential focus/RF)詞綴，屬非主事焦點(NAF)詞綴：<saa/sa-…(-an/-en),si…(-an)>。含工具焦點及受惠焦點。指事焦點謂語比較少單獨使用，而是在一句中之主動詞後之另一動詞才用較多。Ina mu-sais syatu aunu cuax saa-pasyatu.(母親縫衣服給cuax穿/主動詞為(mu-sais))。也有傾向用<kalu>及<aunu>來表示指事焦點，Aba mu-tahan paray aunu (r)akihan.(阿爸賺錢給小孩子用/(aunu)表"為了/給(for…)")。 | \| <噶哈巫語時貌態詞綴系統標記表> \| \| \| \| \| \| \| \| \| \| \| \| \| \| \| \| \| \| \| 類 別 \| 詞綴標記 \| 已然(現實式) \| 已然(現實式) \| 已然(現實式) \| 已然(現實式) \| 已然(現實式) \| 已然(現實式) \| 已然(現實式) \| 已然(現實式) \| 已然(現實式) \| 已然(現實式) \| 已然(現實式) \| 非已然 (非現實式) \| 非已然 (非現實式) \| \| \| \| \| 類 別 \| 詞綴標記 \| 起始 \| 起始 \| 起始 \| 起始 \| 起始 \| 起始 \| 進行 \| 持續 \| 經驗 \| 完成式 \| 過去 \| 未來式 \| \| \| \| \| \| 主事者 \| m-,-in-,pa-, -lia(-lai),Red, -a-,-ay, na(無AF前綴詞) \| m- -lia \| m- -lia \| m- -lia \| m- -lia \| m- -lia \| m- -lia \| m- -a- \| m- Red -a- \| m- -lia \| m- -in- -lia \| m- -lia \| m- -ay Red -a-/-in- \| m- -ay Red -a-/-in- \| m- -ay Red -a-/-in- \| m- -ay Red -a-/-in- \| m- -ay Red -a-/-in- \| \| 受事者 \| -en(un),pa-…(-en), -in-,-lia(lai),Red, -a-,-aw \| -en -lia \| -en -lia \| -en -lia \| -en -lia \| -en -lia \| -en -lia \| -en -a- \| -en Red -a- \| -en -lia \| -en -in- -lia \| -en -lia \| -aw/-en Red -a-/-in- \| -aw/-en Red -a-/-in- \| -aw/-en Red -a-/-in- \| -aw/-en Red -a-/-in- \| -aw/-en Red -a-/-in- \| \| 處所 \| -an,(pa)-…-an, (saa/sa/si)-…-an \| -an \| -an \| -an \| -an \| -an \| -an \| (-a-) -an \| (Red) -an \| -an \| (-in-) -an \| -an \| (-ay/aw) (Red) (-a-/-in-) -an \| (-ay/aw) (Red) (-a-/-in-) -an \| (-ay/aw) (Red) (-a-/-in-) -an \| (-ay/aw) (Red) (-a-/-in-) -an \| (-ay/aw) (Red) (-a-/-in-) -an \| \| 指事者 \| saa-…-(an) sa-…-(an) si-…-(an) \| saa- sa- si- \| saa- sa- si- \| saa- sa- si- \| saa- sa- si- \| saa- sa- si- \| saa- sa- si- \| (-a-) saa- sa- si- \| (Red) saa- sa- si- \| saa- sa- si- \| (-in-) saa- sa- si- \| saa- sa- si- \| (-ay/aw) (Red) (-a-/-in-) saa- sa- si- \| (-ay/aw) (Red) (-a-/-in-) saa- sa- si- \| (-ay/aw) (Red) (-a-/-in-) saa- sa- si- \| (-ay/aw) (Red) (-a-/-in-) saa- sa- si- \| (-ay/aw) (Red) (-a-/-in-) saa- sa- si- \| \| 備 註 \| 未來式主受事(will)使用/-ay(AF),-aw(PF)/或(配合指未來之時間副詞或語態) 未來式完成或進行使用/-in-,-a-/或(配合指未來之時間副詞或語態) 過去式(past/過去完成式)使用/-lia/或(配合指過去之時間副詞或語態) 處所焦點的時式可以(配合指過去或未來之時間副詞或語態)。 \| 未來式主受事(will)使用/-ay(AF),-aw(PF)/或(配合指未來之時間副詞或語態) 未來式完成或進行使用/-in-,-a-/或(配合指未來之時間副詞或語態) 過去式(past/過去完成式)使用/-lia/或(配合指過去之時間副詞或語態) 處所焦點的時式可以(配合指過去或未來之時間副詞或語態)。 \| 未來式主受事(will)使用/-ay(AF),-aw(PF)/或(配合指未來之時間副詞或語態) 未來式完成或進行使用/-in-,-a-/或(配合指未來之時間副詞或語態) 過去式(past/過去完成式)使用/-lia/或(配合指過去之時間副詞或語態) 處所焦點的時式可以(配合指過去或未來之時間副詞或語態)。 \| 未來式主受事(will)使用/-ay(AF),-aw(PF)/或(配合指未來之時間副詞或語態) 未來式完成或進行使用/-in-,-a-/或(配合指未來之時間副詞或語態) 過去式(past/過去完成式)使用/-lia/或(配合指過去之時間副詞或語態) 處所焦點的時式可以(配合指過去或未來之時間副詞或語態)。 \| 未來式主受事(will)使用/-ay(AF),-aw(PF)/或(配合指未來之時間副詞或語態) 未來式完成或進行使用/-in-,-a-/或(配合指未來之時間副詞或語態) 過去式(past/過去完成式)使用/-lia/或(配合指過去之時間副詞或語態) 處所焦點的時式可以(配合指過去或未來之時間副詞或語態)。 \| 未來式主受事(will)使用/-ay(AF),-aw(PF)/或(配合指未來之時間副詞或語態) 未來式完成或進行使用/-in-,-a-/或(配合指未來之時間副詞或語態) 過去式(past/過去完成式)使用/-lia/或(配合指過去之時間副詞或語態) 處所焦點的時式可以(配合指過去或未來之時間副詞或語態)。 \| 未來式主受事(will)使用/-ay(AF),-aw(PF)/或(配合指未來之時間副詞或語態) 未來式完成或進行使用/-in-,-a-/或(配合指未來之時間副詞或語態) 過去式(past/過去完成式)使用/-lia/或(配合指過去之時間副詞或語態) 處所焦點的時式可以(配合指過去或未來之時間副詞或語態)。 \| 未來式主受事(will)使用/-ay(AF),-aw(PF)/或(配合指未來之時間副詞或語態) 未來式完成或進行使用/-in-,-a-/或(配合指未來之時間副詞或語態) 過去式(past/過去完成式)使用/-lia/或(配合指過去之時間副詞或語態) 處所焦點的時式可以(配合指過去或未來之時間副詞或語態)。 \| 未來式主受事(will)使用/-ay(AF),-aw(PF)/或(配合指未來之時間副詞或語態) 未來式完成或進行使用/-in-,-a-/或(配合指未來之時間副詞或語態) 過去式(past/過去完成式)使用/-lia/或(配合指過去之時間副詞或語態) 處所焦點的時式可以(配合指過去或未來之時間副詞或語態)。 \| 未來式主受事(will)使用/-ay(AF),-aw(PF)/或(配合指未來之時間副詞或語態) 未來式完成或進行使用/-in-,-a-/或(配合指未來之時間副詞或語態) 過去式(past/過去完成式)使用/-lia/或(配合指過去之時間副詞或語態) 處所焦點的時式可以(配合指過去或未來之時間副詞或語態)。 \| 未來式主受事(will)使用/-ay(AF),-aw(PF)/或(配合指未來之時間副詞或語態) 未來式完成或進行使用/-in-,-a-/或(配合指未來之時間副詞或語態) 過去式(past/過去完成式)使用/-lia/或(配合指過去之時間副詞或語態) 處所焦點的時式可以(配合指過去或未來之時間副詞或語態)。 \| 未來式主受事(will)使用/-ay(AF),-aw(PF)/或(配合指未來之時間副詞或語態) 未來式完成或進行使用/-in-,-a-/或(配合指未來之時間副詞或語態) 過去式(past/過去完成式)使用/-lia/或(配合指過去之時間副詞或語態) 處所焦點的時式可以(配合指過去或未來之時間副詞或語態)。 \| 未來式主受事(will)使用/-ay(AF),-aw(PF)/或(配合指未來之時間副詞或語態) 未來式完成或進行使用/-in-,-a-/或(配合指未來之時間副詞或語態) 過去式(past/過去完成式)使用/-lia/或(配合指過去之時間副詞或語態) 處所焦點的時式可以(配合指過去或未來之時間副詞或語態)。 \| 未來式主受事(will)使用/-ay(AF),-aw(PF)/或(配合指未來之時間副詞或語態) 未來式完成或進行使用/-in-,-a-/或(配合指未來之時間副詞或語態) 過去式(past/過去完成式)使用/-lia/或(配合指過去之時間副詞或語態) 處所焦點的時式可以(配合指過去或未來之時間副詞或語態)。 \| 未來式主受事(will)使用/-ay(AF),-aw(PF)/或(配合指未來之時間副詞或語態) 未來式完成或進行使用/-in-,-a-/或(配合指未來之時間副詞或語態) 過去式(past/過去完成式)使用/-lia/或(配合指過去之時間副詞或語態) 處所焦點的時式可以(配合指過去或未來之時間副詞或語態)。 \| \| \| | | | | | | | | | | | | | | |                                        |                                        |
| <噶哈巫語時貌態詞綴系統標記表> | | | | | | | | | | | | | | | |                                        |                                        |
| 類 別 | 詞綴標記 | 已然(現實式) | 已然(現實式) | 已然(現實式) | 已然(現實式) | 已然(現實式) | 已然(現實式) | 已然(現實式) | 已然(現實式) | 已然(現實式) | 已然(現實式) | 已然(現實式) | 非已然 (非現實式) | 非已然 (非現實式) | |                                        |                                        |
| 類 別 | 詞綴標記 | 起始 | 起始 | 起始 | 起始 | 起始 | 起始 | 進行 | 持續 | 經驗 | 完成式 | 過去 | 未來式 | | |                                        |                                        |
| 主事者 | m-,-in-,pa-, -lia(-lai),Red, -a-,-ay, na(無AF前綴詞) | m- -lia | m- -lia | m- -lia | m- -lia | m- -lia | m- -lia | m- -a- | m- Red -a- | m- -lia | m- -in- -lia | m- -lia | m- -ay Red -a-/-in- | m- -ay Red -a-/-in- | m- -ay Red -a-/-in- | m- -ay Red -a-/-in-                    | m- -ay Red -a-/-in-                    |
| 受事者 | -en(un),pa-…(-en), -in-,-lia(lai),Red, -a-,-aw | -en -lia | -en -lia | -en -lia | -en -lia | -en -lia | -en -lia | -en -a- | -en Red -a- | -en -lia | -en -in- -lia | -en -lia | -aw/-en Red -a-/-in- | -aw/-en Red -a-/-in- | -aw/-en Red -a-/-in- | -aw/-en Red -a-/-in-                   | -aw/-en Red -a-/-in-                   |
| 處所 | -an,(pa)-…-an, (saa/sa/si)-…-an | -an | -an | -an | -an | -an | -an | (-a-) -an | (Red) -an | -an | (-in-) -an | -an | (-ay/aw) (Red) (-a-/-in-) -an | (-ay/aw) (Red) (-a-/-in-) -an | (-ay/aw) (Red) (-a-/-in-) -an | (-ay/aw) (Red) (-a-/-in-) -an          | (-ay/aw) (Red) (-a-/-in-) -an          |
| 指事者 | saa-…-(an) sa-…-(an) si-…-(an) | saa- sa- si- | saa- sa- si- | saa- sa- si- | saa- sa- si- | saa- sa- si- | saa- sa- si- | (-a-) saa- sa- si- | (Red) saa- sa- si- | saa- sa- si- | (-in-) saa- sa- si- | saa- sa- si- | (-ay/aw) (Red) (-a-/-in-) saa- sa- si- | (-ay/aw) (Red) (-a-/-in-) saa- sa- si- | (-ay/aw) (Red) (-a-/-in-) saa- sa- si- | (-ay/aw) (Red) (-a-/-in-) saa- sa- si- | (-ay/aw) (Red) (-a-/-in-) saa- sa- si- |
| 備 註 | 未來式主受事(will)使用/-ay(AF),-aw(PF)/或(配合指未來之時間副詞或語態) 未來式完成或進行使用/-in-,-a-/或(配合指未來之時間副詞或語態) 過去式(past/過去完成式)使用/-lia/或(配合指過去之時間副詞或語態) 處所焦點的時式可以(配合指過去或未來之時間副詞或語態)。 | 未來式主受事(will)使用/-ay(AF),-aw(PF)/或(配合指未來之時間副詞或語態) 未來式完成或進行使用/-in-,-a-/或(配合指未來之時間副詞或語態) 過去式(past/過去完成式)使用/-lia/或(配合指過去之時間副詞或語態) 處所焦點的時式可以(配合指過去或未來之時間副詞或語態)。 | 未來式主受事(will)使用/-ay(AF),-aw(PF)/或(配合指未來之時間副詞或語態) 未來式完成或進行使用/-in-,-a-/或(配合指未來之時間副詞或語態) 過去式(past/過去完成式)使用/-lia/或(配合指過去之時間副詞或語態) 處所焦點的時式可以(配合指過去或未來之時間副詞或語態)。 | 未來式主受事(will)使用/-ay(AF),-aw(PF)/或(配合指未來之時間副詞或語態) 未來式完成或進行使用/-in-,-a-/或(配合指未來之時間副詞或語態) 過去式(past/過去完成式)使用/-lia/或(配合指過去之時間副詞或語態) 處所焦點的時式可以(配合指過去或未來之時間副詞或語態)。 | 未來式主受事(will)使用/-ay(AF),-aw(PF)/或(配合指未來之時間副詞或語態) 未來式完成或進行使用/-in-,-a-/或(配合指未來之時間副詞或語態) 過去式(past/過去完成式)使用/-lia/或(配合指過去之時間副詞或語態) 處所焦點的時式可以(配合指過去或未來之時間副詞或語態)。 | 未來式主受事(will)使用/-ay(AF),-aw(PF)/或(配合指未來之時間副詞或語態) 未來式完成或進行使用/-in-,-a-/或(配合指未來之時間副詞或語態) 過去式(past/過去完成式)使用/-lia/或(配合指過去之時間副詞或語態) 處所焦點的時式可以(配合指過去或未來之時間副詞或語態)。 | 未來式主受事(will)使用/-ay(AF),-aw(PF)/或(配合指未來之時間副詞或語態) 未來式完成或進行使用/-in-,-a-/或(配合指未來之時間副詞或語態) 過去式(past/過去完成式)使用/-lia/或(配合指過去之時間副詞或語態) 處所焦點的時式可以(配合指過去或未來之時間副詞或語態)。 | 未來式主受事(will)使用/-ay(AF),-aw(PF)/或(配合指未來之時間副詞或語態) 未來式完成或進行使用/-in-,-a-/或(配合指未來之時間副詞或語態) 過去式(past/過去完成式)使用/-lia/或(配合指過去之時間副詞或語態) 處所焦點的時式可以(配合指過去或未來之時間副詞或語態)。 | 未來式主受事(will)使用/-ay(AF),-aw(PF)/或(配合指未來之時間副詞或語態) 未來式完成或進行使用/-in-,-a-/或(配合指未來之時間副詞或語態) 過去式(past/過去完成式)使用/-lia/或(配合指過去之時間副詞或語態) 處所焦點的時式可以(配合指過去或未來之時間副詞或語態)。 | 未來式主受事(will)使用/-ay(AF),-aw(PF)/或(配合指未來之時間副詞或語態) 未來式完成或進行使用/-in-,-a-/或(配合指未來之時間副詞或語態) 過去式(past/過去完成式)使用/-lia/或(配合指過去之時間副詞或語態) 處所焦點的時式可以(配合指過去或未來之時間副詞或語態)。 | 未來式主受事(will)使用/-ay(AF),-aw(PF)/或(配合指未來之時間副詞或語態) 未來式完成或進行使用/-in-,-a-/或(配合指未來之時間副詞或語態) 過去式(past/過去完成式)使用/-lia/或(配合指過去之時間副詞或語態) 處所焦點的時式可以(配合指過去或未來之時間副詞或語態)。 | 未來式主受事(will)使用/-ay(AF),-aw(PF)/或(配合指未來之時間副詞或語態) 未來式完成或進行使用/-in-,-a-/或(配合指未來之時間副詞或語態) 過去式(past/過去完成式)使用/-lia/或(配合指過去之時間副詞或語態) 處所焦點的時式可以(配合指過去或未來之時間副詞或語態)。 | 未來式主受事(will)使用/-ay(AF),-aw(PF)/或(配合指未來之時間副詞或語態) 未來式完成或進行使用/-in-,-a-/或(配合指未來之時間副詞或語態) 過去式(past/過去完成式)使用/-lia/或(配合指過去之時間副詞或語態) 處所焦點的時式可以(配合指過去或未來之時間副詞或語態)。 | 未來式主受事(will)使用/-ay(AF),-aw(PF)/或(配合指未來之時間副詞或語態) 未來式完成或進行使用/-in-,-a-/或(配合指未來之時間副詞或語態) 過去式(past/過去完成式)使用/-lia/或(配合指過去之時間副詞或語態) 處所焦點的時式可以(配合指過去或未來之時間副詞或語態)。 | 未來式主受事(will)使用/-ay(AF),-aw(PF)/或(配合指未來之時間副詞或語態) 未來式完成或進行使用/-in-,-a-/或(配合指未來之時間副詞或語態) 過去式(past/過去完成式)使用/-lia/或(配合指過去之時間副詞或語態) 處所焦點的時式可以(配合指過去或未來之時間副詞或語態)。 |                                        |                                        |

## 連繫詞
連繫詞（ligature/linker/L）有/a,ya,nu(no),u/等的獨立詞語，比如邵語的連繫詞/a/、巴宰語連繫詞/a/及噶瑪蘭語/na(ni)/等詞語之功用。主要為連繫兩個詞語作修飾之功能，有如所有格之功用；/a/為一般連繫詞，而/nu/為含有語助詞功能之連繫詞、常用於詩歌或史詩。噶哈巫語連繫詞大致分兩類:(1).前位修飾構詞法、(2).後位修飾構詞法。連繫詞<a>總是用為"所有格連接詞"(ligature)的特性。
- "前位修飾構詞法"(A→B)有兩種，第一種"前位修飾構詞法"會配合指示代詞及人稱(屬格)代詞使用使用。指示代詞構詞法；公式:(指示代詞(A)+a+B)，imisiw a saw(那個人/他)、imini a patakan(這根竹竿)等。而人稱(屬格)代詞構詞法；公式:(人稱(屬格)代詞(A)+a+B)，naki a babizu(我的書)、nimisiw a karaw(他的腳)、namisiw a langat(他們的名字)等。第二種"前位修飾構詞法"會以名詞、動詞(LF)或數詞等語詞修飾名詞等詞類；公式:(名詞動詞等詞類(A)+a+B)，tululik a abax(綠葉)、tu'u a wazu matau(三隻大狗)、kaken-an a laladan(吃飯的桌子/kaken-an為LF)等。[13]
- 而"後位修飾構詞法"(B←A)會以名詞配合指示代詞及其所修飾的語詞之詞組(A)修飾前置的名詞或形容詞(B)等詞類；公式:(B+a+<指示代詞詞組(A)/形容詞(A)>)，riak a rakihan (i)mini(這小孩真乖)、riak a saw (i)mini(這個人是好人)、Isai liaka maa-'isakep adang a kawas parisan rakihan a mamaleng.(結婚之後一年生了一個男孩)、Maa-maaleng-lia ki atun a imini.(atim長成少年了)等。另一個角度也可視為此種"前位修飾構詞法"之詞序<公式:(指示代詞詞組(A)+a+B)>來解釋。

如詞語之間為習慣構成用法就可不用連繫詞。噶哈巫語之人稱(屬格)代詞連繫詞用法可配合<PF>句式使用，Yamisiw ka kita-en naki a m-a-usipu.(他們正跪著被我看到/我看到他們跪著/kita-en為(PF),m-a-usipu表"持續"跪著,而(a mausipu)的(a)作為"補語連繫詞"的功用)。而連繫詞可接在關係子句內的主要動詞(LF)後，有時亦可省略。連繫詞的用法類如漢藏語系所有格之特性，進一步可形成類如詞綴一般的詞語及詞義延展功能。而/a/連繫詞亦用為格位標記表示賓格。

## 名詞
分為普通名詞、及專有名詞正詞法。噶哈巫語在書寫上，主要使用拉丁字母來書寫、有時會配以輔助音標。
- 字詞大寫的處理：句子或文章及詩歌的開頭、名字或尊稱、專有名稱（如：人名、地名、山川河流、國家名等之專有名稱）、政府或私人機關團體的名稱、特別引用的文詞等。[31]

### 普通名詞
分為"單詞"普通名詞、及"複合詞組/連繫詞組"普通名詞正詞法。一般普通名詞小寫。如果噶哈巫語傳統沒有此類單詞，就使用相近的各族語詞或則常用的中文再轉化為噶哈巫語音，此外印歐語系相關詞語則用相關的拉丁语詞語為轉化的基礎。
- 一般"單詞"用小寫、獨立寫出。比如：kawas(天)、daxe(地)、daxe-kawas(世界/人間世)、saw(人)、(r)axung(河)、awas(海)、paixi(左撇子)、pupu(竹節)、babalax(刺藤)、matu'asa'asay(無聊)、baba(伯叔/(baba)亦表父母之兄,父母之姐夫)、tata(姑/嬸/姨)、baru(私生子)、sisil(繡眼畫眉/預兆鳥)、baugul(水蛙/田雞)、dadas(地瓜)、pinaxuan(米/lasu)、hipet(蟑螂)、ai-tudu'an(教室/教育所)、buzux(箭)、raxas(茅草)、bahabu(灰塵/burabur)、burung(薄霧)、pungu-kahuy(樹根)、xa-xaur(鐮刀)、ngangus(虻/極小蚊/小金剛)、kui(蟲)、haripan(蜈蚣)、huruhur(水蒸氣)、aipuh(螢火蟲)、saa-bexes(水管)、balet(風俗/習慣/注意(baret)指"另一半")、laazi(界限)、babu-tiba(稜果榕)、taxi-bariw(商人/店主)、takaway(男揹袋)、kulukun(竹雞)、bagidan(白鷺鷥/蒼鷺)、pakuak(暗光鳥/夜鷺)、ngazus(尾端/ngadus)、bui(襪子/閩南語)、huruhur(水蒸氣)、kanawang(銅/子彈)、budabut(鳳梨)、icip(檳榔/pineng)、kabi(咖啡)、daxalika(朴葉)、baunay(花生/tawtaw)、yawira(結束)、kabazan(日記/rinazawan)、lipi-lip(崖壁)、laliw(地震)、matau a ba'i(颱風/maxa-max/(ba'i/bari)為"風")、paa'idahil-ayam(稻草人)、mia'axay(萬物)、aparu(漂流木)、sa-ka-kawas(通話機/電話機/手機/使用工具格前綴(sa-)形成名物化)、lalio(無線電/收音機/rario)、saa-ken(零食/副食)、zaaxu(原住民/taraxen)、darahen(生番/山番)、masulohong(大陸人/外省人)、tadaret(警察/意指"將人綁在一起")等。

- 一般"單詞"例句如。Isia lia ki aba u tata mi-kita ali lia, ma-hata-hatan lia.(那時侯，他父親與後母看見孫子很高興/(isia lia)為"那時候",(isia lia ki)強調置後之主語,(isia lia ka)強調"當主題標記"的(isia lia))。Hapes me-ken dadas.(我還要吃地瓜/為"無人稱句")。Mia-dali yaku di bibizu kabazan.(我明天寫日記)。Ayan nu ayan, saysay yawira.(艾煙啊,艾煙.是時候結束了.(根源歌(艾煙歌)到此結束)/(nu)同於(no),(saysay)表"是時候")。Ima babaza-en sa-ka-kawas?(通話機被誰發現?)。

- 一般"複合詞"用小寫、整組寫出，可以直接修飾；或用連詞/a/連接。比如：lamik a dali(冷天)、saakudung a kaxa(鐵錘)、dusa kawas(二年)、pinahazaban a daxe(戰場)、sinapal tata(繼母)、meseked a dali(休息日)、masezaw a dali(晴天/iak a dali/(masezaw)意為"乾淨")、ma-xiut a daurik(濁眼/西方人/美國人)、nuang umut paukuh sumay(牛肉麵/直譯"牛肉麥飯","paukuh sumay"為"麵")、hahela a tualay(冰箱)、mannu a batan(遠朋/遠方的朋友)、me-depex a akihan(學生/ta-depex)等。

- 一般"複合詞"例句如。Uhuni dali ka masezaw a dali.(今天是"晴天"(好天氣)/(uhuni dali)為"今天")。Maanu a batan puzah yamian maabaxa riak a kakanen.(遠方的朋友到咱們這而來分享好的食物/(yamian/yaminan)指"複數第1人稱方位格",(puzah)為"來",(maabaxa)指"分享",(kakanen/sakakanen)指"食物")。

### 傷病醫療醫學名詞
醫療及医学類之語詞分為"獨立單詞"類、及"複合詞組"類正詞法。一般用小寫。如果噶哈巫語傳統沒有此類單詞，就使用相近的各族語詞或則常用的中文再轉化為噶哈巫語音，此外則用醫療醫學用的拉丁语詞語。
- 獨立"單詞"用小寫、獨立寫出。mi-kuder(生病)、buxu(身體)、bul(骨)、punu(頭)、dais(臉)、punu-dakan(額頭)、nagaras(nagalas/上顎/ba-babangut)、bakung(喉嚨)、bataray(頸背)、abaxa(肩)、daxan(汗)、kakudah(眼皮/眉毛)、punu-daurik(內眼角)、rese(淚)、tadah(眼屎/xariux)、mu-xatis(打噴嚏)、ma-kuhur(咳嗽)、unguy(流口水)、ma-puhaw(嗓子啞/沙啞)、bakuay(甲狀腺腫)、ma-bulax(水腫)、luka(疤痕)、sinat(痣)、ma-likit(腹瀉)、pilax(疥廯/kuhih)、ziku(肘)、a-sikis(痛)、ma-kuhul(可搜)、ledalet(抖動)、ma-bunux(腫脹/(si-bunux-an)為"因長瘡而腫")、pu(關節(手指的/或全身的))、pa-xarixu(小指)、kuling(鼻屎)、xilax(蛔蟲)、gaigihan(腋下/胳肢窩)、pidis(體毛)、mu-gigih(瘙癢)、ma-hurahur(禿頭)、aiphan(脊椎骨)、basay(turak/陰莖)、batu(睾丸)、ti-lawik(兔唇)、surip(胃發炎)、sipa(陰戶/而(ngatuz)指"獸類"的陰戶)、ha-hilut(腸)、pa-surusur(手淫)、pereper(麻痹/ma-pereper)、kati-pelpel-an(哽塞/mu-pelepel)、tu-hais(狐臭)、tubu(下腹)、kalikux(指甲/爪)、lepeng(牙齒)、kanex(精液)、tete-lepeng(tatu-lepeng/牙齦)、nunuh(乳房)、baa-bazu(月經)、hinis(氣息/心裡)、selem(脂肪/油)、tangelah(tangilah/額頭)、baxa(肺)、ma-hereher(氣喘)、asay(肝)、bekes(髮/陰毛)、huhas(血管)、pi-hilut(小便)、talubik(流產/掉落/失落)、langa(膿)、pai'ih(便秘)、zikin(瘧疾/感冒)、diaray(麻疹)、ka'akuxan(發燒)、lawan(屁股/腰骨)、pa-punay(腳踝)、mi-kudur(病的/得慢性病)、mu-sabux(醫病/以巫術)等。

- 獨立單詞例句如。Mu-lahut daxan.(流汗)。A-siki-sikis naki a da-dapal.(我的腳掌很痛/進行式左向疊詞(a-siki-sikis)表正處於"非常"的痛之狀態中)。Sasila buxu.(抖動身體)。Kaaken sumay, pelepel-an liaku.(當我吃飯時，我被哽到了/(pelepel-an)表"哽塞住了"為"主動表被動"的動名詞,(liaku)為(lia aku)之同音簡縮)、Pai'ih lia ki atun.(atun便秘了)、Say'en ki misiw a rima nahaza luka?(為什麼你的手上會有疤痕呢?)。

- "複合詞"用小寫、整組寫出。rarung muzing(鼻孔)、kakudah dais(顴骨)、batu lasu(睾丸/陰囊)、tatak a lepeng(門牙)、atitang a lepeng(蛀牙)、ma-selem a rumut(肥肉)、bekes daurik(眼睫毛)、punu ituk(頭頂)、damu huhas(血管)、kazazemet a huhas(中風/(血管堵塞))、haideng a buxu(懷孕/(haideng a buxu)原意為"重的身體")、ma-bulax a saw(水腫的人)、asikis a surip(胃痛/心氣痛)、matu'asa'asay a hinis(焦慮/心煩)、damu a buxuan(精液/血種子)、maakarixi a daurik(斜視)、batu daurik(瞳孔)、tatan nunuh(乳頭)、mu-sabux a saw(巫醫)等。

- 複合詞例句如。Taka'at, naki a atitang a lepeng ka maa-sikis lia.(老師，我的蛀牙很痛了/(taka'at)指"老師",(atitang a lepeng)指"蛀牙",(maa-sikis)指"很痛")。

### 專有名詞
專有名詞除人名、地名外，一般常用小寫。比如星期、月份、春夏秋冬等用小寫即可（如同法语、俄语）。月份或禮拜幾可用連繫詞/a/來延伸詞語。當人名或地名轉為泛稱或易區別時亦用小寫，和前置詞（前綴）連寫時人名或地名亦可用小寫。
- 星期、月份、春夏秋冬等用小寫，單詞、或多詞整組寫出。ilas a dali(禮拜一/(ilas a dali)同日語(月曜日))、mu-sumat a dali(禮拜天)、tu'u ilas(三月)、tabaxan(夏天)等。
- 人名及地名一般用大寫。可用單詞或多詞整組寫出。比如：Bauki(人名)、Pulisia/Puli(埔里(社)Purisia)、Aulan(烏牛欄/Auran)、Taba(內社, 鯉魚潭村)、Arux(大社)、Puali(Po-ali/樸仔籬社)、Sukan daudun(蜈蚣崙/Tauving)、Kalexut(大湳/Karekus/Tatalan)、Salah(水里)、Sarawmaw(梨山)、Suailukut(守城份/Suwanlukuts)、Baisia(牛眠山/眉社)等。[35]

- 人名及地名等之專有名詞亦可作為主語/主題。Tatalan a eten kaxu di Pulisia ini maanu.(大湳莊距離埔里不遠/(kaxu)表"到"或"距離",(ini maanu)表"不遠")。Aulan a etel ka maxa-kayalih di Pulisia.(烏牛欄莊靠近埔里/(maxa-kayalih)表"靠近",(etel)同(eten)為自由變異)。

- 除人名、地名外之專有名詞一般常用小寫、或大寫亦可，可用單詞或合詞整組寫出。pazéh(巴宰語)、mu-sumat a babizu(聖經)、sam(詩篇)、masiw(馬太福音)、seeziak(賽德克族)、Baisia sasumadan(牛眠教會)等。[35]

- 用單詞或合詞整組寫出。Mu-sumat a babizu ka p-in-a-baza-en ni Ababaw yami a (r)ahan.(聖經是上帝"啟示"("已經"教導)咱們的話/(p-in-a-baza-en/pa-baza)指"被…(所教導/使知道/所啟示)"的"完成時態(-in-)被動式(-en)",(ni Ababaw/上帝)為"屬格的邏輯主語",因主格用(yami)故而省略掉主格標記(ki)/因人稱代詞兼具有"格位標記"的標示功能,人稱代詞採用"複數第1人稱包含式"(ita))。

- 噶哈巫族歲時祭祀祭典。aluhay hakawas(嘗新祭)、yaxel(致愛術/指"情愛"方面)、maa'a-kubu-kubuk a razem(過年祭祖)、saapahauriak(催生術)、taatalam a e pakibaza(報新走標)、pinialay mu-puzah a retel(<祭告>源頭部落)、ma-lua-lu kawas(祈天術/求雨術)、puinawnaw(下咒/放蝦卦)、mausay malup(<帶狗>出獵)、dusa e pakaxu-ria-riak(放魚禱文/(祝魚群子孫繁盛),放魚回溪時之祝告語)、mai-tatalam(競跑)、maa-za-zuah(走標/(maa-za-zuah)當名詞用,而(ma-zuah)做謂語用)、ma-halit(牽田)、mukumux madau alaw(捉大魚)、mubuiak tupalis yamadu(製作阿拉粿)、pakaken hagehagezen(告知祖靈)等。[35][36]

- 歲時祭祀祭典每年有固定時間。Mia-kawas a dusa ilas, yami a (r)eten ka ma-halit azem mu-azaw.(每年的二月，我們的村莊牽田過年/每年(mia-kawas)可用(kawas kawas/年年)替代,(yami)為複數第1人稱中性格排除式,(yami a (r)eten)可用(niam a eten)替代,(mu-araw)表"經過",(azem mu-azaw)指"過年",(ma-halit/mu-halat)為"牽田")。

- 傳統神靈信仰的泛稱詞為(apu)，而不是(samian)、格式如<apu+N>或<N+apu>。samian(神/神明)、pilialai apu(始祖神/vana kaisi iu savun kaisi)、maxahaxang(夜行法術)、apu mas(火祖/巫術之祖/apu kaiteh)、apu kéy damer(露水祖/apu maikadamul)、apu mas(水神)、apu tadaw-an(番太祖/番神/(tadaw)為"刀")、saziah a lama(惡死之靈/turak lama)、lama(死靈/命運)、lingu(生靈/靈魂/影子)、maa-kuay(施行黑巫術者/番婆鬼/男巫/女巫)、tabalauan(山魈/雨靈)、maxa-ruhus(降靈術/手持靈刀)、daxe-daxe(鬼魂/幽靈)、pa-sabux(遭放符/鬼魅纏身)、luduh(魔神仔)等。[35][36]

- 傳統神靈信仰有多樣性。

## 擬聲詞
擬聲詞為用以表達感嘆、驚呀、疑問、恐懼、喜怒愛惡，或則模仿大自然的語音聲調等之詞語。可分為"語義擬聲詞"及"語調擬聲詞"二大類。擬聲詞如作為語義擬聲詞使用會附有語義、一般作為詞語在句子上使用。如用為語調擬聲詞則作為語助詞或感情式的聲調表示、僅為模擬式的語調較無語義的函示，通常出現在句子的開頭或結尾處來表現。語調擬聲詞一般用在歌謠上的起頭或結尾處較多。

### 語義擬聲詞
作為語義擬聲詞使用一般會附有語詞上的意義、較常用模仿大自然的語音聲調，通常作為單詞在句子上使用。
- 語義擬聲詞範例如：hahak(眼鏡蛇)，pu-hahak(發出眼鏡蛇的聲音)，mu-ngaw-ngaw(鳥蟲叫聲)，daru-daru(瀑布)，dungu-dung(鼓/darungudung)，bu'ut(屁)，duen(鑼)，kakak(烏鴉)、pu-hahur(puhahul/打鼾)等，Dalum daru-daru ka, mu-rahut maxa-raxung di rubu-rubu binyu.(瀑布的水流到山腳變成河)。Mubu'ut pai-siw?(你放屁了嗎?)，Bu'ud-i!(放屁/(bu'ud-i)為(bu'ut-i)的音變)。Apu, apu ka pa-duen lia duen, duen ma-hatan.(老太婆敲鑼了；有鑼聲有笑聲/(pa-duen)指"敲鑼")。Pu-hahur midem-aku.(我睡覺打鼾/(-aku)為"單數第1人稱代詞附著式")。

### 語調擬聲詞
用為語調擬聲詞則作為語助詞或感情式的聲調表示，或僅為模擬式的語調、語義的函示則較間接或僅為韻律接續式的聲調延長，一般出現在句頭或句尾處。在歌謠上的起頭或結尾處使用語調擬聲詞較多。不過在噶哈巫語的一些詩歌(史詩)的語調擬聲詞，不但有語調的聲韻、其亦賦有語義的內涵。而類似的語調擬聲詞所形成的歌謠在俄羅斯西伯利亞堪察加半島鄰近地區如楚科奇語，及科里亞克語等古西伯利亞語言的歌謠上亦有類如的表現。
- 語調擬聲詞範例如Ayan(艾煙)詩歌:Ayan no ayan, ayan no layta.(艾煙(根源)啊艾煙，咱們的艾煙/(ayan/艾煙)意指"根源(root)"且在歌詞裡亦有聲韻聲調的導引,因元音變換(no)同於(nu)作為"屬格性質之連繫詞")。

## 代詞

### 人稱代詞
噶哈巫語人稱代詞分「附著格式」(bound)、「一般格式」（free/非未來式），及「未來式」(future)與「作格」(虛擬陳述式)等類。而代詞附著格式前用连字号(-)註記。且人稱代詞也兼具有格位標記之功能。台灣南島語除鄒語(主格附著)及巴宰語、噶哈巫語等之外，絕大多數無第3人稱(單複數)主格附著格式。而噶哈巫語人稱代詞有走向類如漢語人稱代詞較簡化的趨向，如此形成較無法以人稱代詞來標示格位的功能。比如在"單數人稱代詞"方面以中性格/yaku/來替代屬格/naki/的現象；或主格/aku/以中性格/yaku/來代替表達。"複數人稱代詞"方面則有以中性格/yami(ita)/來替代屬格/niam(nita)/的現象。

#### 附著與一般格式
噶哈巫語人稱代詞不分性別。"字母(K)"表示"四庄噶哈巫語"，"字母(A)"表示"愛蘭巴宰語"。而代詞附著格式前用连字号(-)註記；有時附著格式可獨立使用。表內詞語加上"角括號"(angle bracket)表示推測或可存在的語詞。第3人稱的"近/遠/無"各指為：近(視界內的近/on view/visible/here)、遠(視界內的遠/on view/visible/there)、無(視界外的很遠/out of view/invisible/very far away)，比如:複數中性格代詞(yasia)表視界外的"他們"或"那些"。表中的"中性格"除了方位格外，可當主格、屬格、斜格(受格/賓語)；即中性格除了方位格外，沒有格位區分；類同於賽德克語人稱代詞中性格的用法。
| 〈噶哈巫語人稱代詞〉表(I) |           |            |                    |                    |                        |            |            |                    |                    |                        |
| 單複數                    | 單複數    | 單數       | 單數               | 單數               | 單數                   | 複數       | 複數       | 複數               | 複數               | 複數                   |
| 詞形                      | 詞形      | (附著)格式 | 一般格式(非疑問式) | 一般格式(非疑問式) | 一般格式(非疑問式)     | (附著)格式 | (附著)格式 | 一般格式(非疑問式) | 一般格式(非疑問式) | 一般格式(非疑問式)     |
| 人稱/變格                 | 人稱/變格 | 主格       | 中性格             | 屬格               | 方位格                 | 主格       | 主格       | 中性格             | 屬格               | 方位格                 |
| 第1人稱                   | 第1人稱   | -aku       | yaku               | naki               | yakuan(K/A) yakunan(A) | 包含式     | -ta        | ita                | nita               | itaan                  |
| 第1人稱                   | 第1人稱   | -aku       | yaku               | naki               | yakuan(K/A) yakunan(A) | 排除式     | -ami       | yami               | niam               | yamian(K/A)/yaminan(A) |
| 第2人稱                   | 第2人稱   | -siw       | isiw               | nisiw              | isiwan                 | -mu        | -mu        | imu                | nimu               | imuan(K/A)/imunan(A)   |
| 第3人稱                   | 近        | -mini      | imini              | nimini             | iminian                | <-amini>   | <-amini>   | yamini             | <namini>           | <yaminian>             |
| 第3人稱                   | 遠        | -misiw     | imisiw             | nimisiw            | imisiwan               | -amisiw    | -amisiw    | yamisiw            | namisiw            | yamisiwan              |
| 第3人稱                   | 無        | -sia       | isia               | nisia              | isiaan                 | -asia      | -asia      | yasia              | nasia              | <yasian>               |

#### 疑問式與奪格
疑問式人稱代詞(pai-)一般只作疑問句的主語；故疑問式只用主格，這些疑問句表示未知、不確定，或尚未實現的(過去/未來)事件。而奪格(離格)人稱代詞(lay-)的應用，一則作不及物謂語的主語；二則表述非事實、或非實存(或"假設性/期望性/(未來)可能持續性/未來將可能會發生")的虛擬陳述狀態(virtual status)，如：D-a-udu-ay layta.(咱們將要談<古老的故事>/(d-a-udu-ay)的中綴(-a-)表示動作行為的初發端)；而奪格一般用主格格式。疑問式及奪格人稱代詞一般均置於句尾、依語式語態亦可置於句中或句首。疑問式語式(pai-)只用於疑問句；而奪格語式(lay-)用在疑問句及(虛擬)陳述句均可。且奪格語式(lay-/lai-/hay-/hai-)亦可前置於"屬格代詞"(如<naki>或<nisiw>等)或"方位格代詞"(如<di imisiw-an>等)作一虛擬陳述表示。
| 〈噶哈巫語人稱代詞〉表(II) |           |           |          |          |            |            |           |
| 單複數                     | 單複數    | 單複數    | 單數     | 單數     | 複數       | 複數       | 複數      |
| 疑問/奪格                  | 疑問/奪格 | 疑問/奪格 | 疑問式   | 奪格     | 疑問式     | 疑問式     | 奪格      |
| 第1人稱                    | 第1人稱   | 第1人稱   | paiaku   | layaku   | 包含式     | paita      | layta     |
| 第1人稱                    | 第1人稱   | 第1人稱   | paiaku   | layaku   | 排除式     | paiami     | layami    |
| 第2人稱                    | 第2人稱   | 第2人稱   | paisiw   | laysiw   | paimu      | paimu      | laymu     |
| 第3人稱                    | 第3人稱   | 近        | paimini  | laymini  | <paiamini> | <paiamini> | layamini  |
| 第3人稱                    | 第3人稱   | 遠        | paimisiw | laymisiw | paiamisiw  | paiamisiw  | layamisiw |
| 第3人稱                    | 第3人稱   | 無        | paisia   | laysia   | paiasia    | paiasia    | layasia   |

### 反身代詞
反身代詞(reflexive pronoun)指此種代詞、能表示由主體發出的行為再返回主體自身(通常出發之主體及目的都是自身)，亦歸屬於人稱代詞之一類。而噶哈巫語反身代名詞如：/talima/(自身的/自己的/oneself,alone)亦有所有格的成分，可表達出反身代詞、所有格及單純名詞(表示自身)之功能。如：Pinarisan talima rakihan meken riak, makuris iteken.(自己生的孩子吃的好，卻又瘦又矮)。taatalima(只有一個/人/)。talima a saw.(親戚/taatalima saw)。muki-talima(真自由自在/自由)。

### 物主代詞
物主代詞(possessive pronoun)類同於英語的/mine/(我的),/yours/(你的),/his/(他的),/hers/(她的),/its/(它的/較少見),/ours/(我們的)及/theirs/(他們的)，可以以屬格或所有格的架構表示人稱所有人之"物或人"的單複數集合代表。噶哈巫語的物主代詞單複數同於屬格的單複數。而應用上噶哈巫語的第3人稱單複數均可用作物主代詞或指示代詞的替代用法。
- 使用第3人稱附著格式及中性格式形成物主代詞或指示代詞。Mu-ribirip yaku (ki) saw-misiw.(那人看不起我/(saw-misiw)可用(saw a nimisiw)代替)。Ana mu-ribirip akihan a imisiw kuah a ina aba.(別欺負沒父母的孩子/(akihan a imisiw)可用(akihan a nimisiw)替代)。

### 指示代詞
噶哈巫語指示代詞(demonstrative)有近、遠、看得見的(或快到了的)遠，及看不見的(或沒這麼快到的)遠等之分。表內詞語加上"角括號"表示推測應存在的語詞。指示代詞亦有疑問式的表示式。
| (1).〖指示代詞形態及語義說明〗 - 主格/賓格：指"物/人"一般之遠近，亦可表示時間之遠近。Isia ka kuang a rezaw-siw.(那個時候他"很忙"<沒有空閒>)。Isia lia ka ini mi-kita lia ka Atun.(那時候她瞧不起Atun)。 - 疑問式主格：指"物/人"(疑問)之遠近。Asay pai-mini lia?(這是什麼?/Asay pai-mini?)。Kita laiki saw ka, "asay pai-misiw?"(當村里的人看到他時，他們問道"那是什麼?")。 - 領屬格：指領屬之遠近，領屬格一般用在<PF>之句式。 - 處所格(I)：指一般的處所。 - 處所格(II)：表示"存在的方位(locative existential)，一說為存在動詞的轉化。使用處所格(II)時其涵義為包括"原因性的質疑或詢問"。 | \| 距離 \| 英語 \| 主格/賓格 \| 疑問式主格 \| 領屬格 \| 處所格(I) \| 處所格(II) (存在的方位) \| \| ------------------- \| --------------------------- \| ---------------- \| ---------- \| ------- \| --------- \| ----------------------- \| \| 近(這) \| this (here) \| (i)mini \| paimini \| nimini \| dini \| aidini miadini \| \| 遠(那) \| that (there) \| (i)misiw (masia) \| paimisiw \| nimisiw \| disiw \| aidisiw \| \| 遠 (看得見/ 快到了) \| over there (on view) \| dua \| paidua \| <nidua> \| <didua> \| aididua miadua \| \| 更遠 (看不見) \| long distance (out of view) \| isia \| <paisia> \| nisia \| disia \| <aidisia> \| |                  |            |         |           |                         |
| 距離 | 英語 | 主格/賓格        | 疑問式主格 | 領屬格  | 處所格(I) | 處所格(II) (存在的方位) |
| 近(這) | this (here) | (i)mini          | paimini    | nimini  | dini      | aidini miadini          |
| 遠(那) | that (there) | (i)misiw (masia) | paimisiw   | nimisiw | disiw     | aidisiw                 |
| 遠 (看得見/ 快到了) | over there (on view) | dua              | paidua     | <nidua> | <didua>   | aididua miadua          |
| 更遠 (看不見) | long distance (out of view) | isia             | <paisia>   | nisia   | disia     | <aidisia>               |

### 疑問代詞
疑問代詞有表人、表物、表場所，與表時間等之別。有/ima/，及/asay/等詞。且注意/asay/除了擁有自由變異的多種單詞外，它亦表述出多種語義。
| (1).〖噶哈巫語疑問代詞形態及語義說明〗 - ima(who/singular)：單數、置句頭或句中；可直接接代詞/謂語：表人疑問代詞。Ima pai-misiw?(他是誰?)。/ima/置句中時表強調重心不在/ima/上.Mi-kita ima pai-siw?(你看到誰?)。重疊說詞<ima, ima>為強調"誰"之意.Ima, ima mamaleng ka magizem dadua.(看哪一個少年最強壯)。 - i'ima(who/plural)：複數、置句頭或句中；可直接接代詞/謂語：表人疑問代詞。I'ima pai-yamisiw?(那些(人)是誰?)。 - asay(what/where/K/A)：置句頭或句中；作為受詞用：表物疑問代詞。置句中時表強調重心不在/asay/上.Asin ka nisiw a asay?(Asin是你什麼人?)。而/sasay/sasain/asai/為/asay/的自由變異。Asay ki nisiw a ka-kan-en?(你吃什麼?)。Dalum a puhak ka pauzah di asay?(水的氣泡"來自哪裡"(如何產生)?/(puhak)為"氣泡")。 - chaay(where/K)：置句頭、句中或句尾；作為受詞用：表人或物之疑問空間場所代詞。Isiw ukuazixa duila di chaay?(你昨天去哪裡?/(di)表"處所格"之格位標記)。 - ay(when/K)；/-ay/亦為未來式的主事後綴，一般置於句頭。/ay/子句，通常作為時間副詞子句。Ay pasian nasia ka, ana muhuliuk, yami a azem laula.(當有禁忌時別吹奏，我們的過年時也一樣/(yami a azem)可用屬格(niam a azem)替代)。Ay mubaza bibizu lai yaku ka.(當我學會了寫字/(lai)為(lia)的自由變異,(ka)為限定前述為主題句)。 | \| 標的 \| 疑問代詞 \| 英語 \| 備註 \| \| ------ \| ------------------------ \| ------------------------- \| -------------------------------------------------------------- \| \| 表人 \| ima(誰/單數) \| who \| 置句頭或句中；可直接接代詞/謂語. \| \| 表人 \| i'ima(誰/複數) \| who \| 置句頭或句中；可直接接代詞/謂語. \| \| 表事 \| asay (什麽/哪裡/K/A) \| what, where \| 置句頭或句中；作受詞用. \| \| 表場所 \| chaay(哪裡/K) \| where \| 置句頭、句中或句尾；作為受詞用. 前可加上"處所格"之格位標記(di) \| \| 表時間 \| ay(當…時(段)/K) \| when,during (past/future) \| 置於句頭,或謂語前.表當時之時間(段) /-ay/亦為未來式的主事後綴， \| \| 表時間 \| kasayan(何時) (ukasayan) \| when (future) \| 置句頭，獨立表語，表(未來式). \| \| 表時間 \| nukuasayan(何時) \| when (past) \| 置句頭；獨立表語，表(過去式). \| |                           |                                                                |
| 標的 | 疑問代詞 | 英語                      | 備註                                                           |
| 表人 | ima(誰/單數) | who                       | 置句頭或句中；可直接接代詞/謂語.                               |
| 表人 | i'ima(誰/複數) | who                       | 置句頭或句中；可直接接代詞/謂語.                               |
| 表事 | asay (什麽/哪裡/K/A) | what, where               | 置句頭或句中；作受詞用.                                        |
| 表場所 | chaay(哪裡/K) | where                     | 置句頭、句中或句尾；作為受詞用. 前可加上"處所格"之格位標記(di) |
| 表時間 | ay(當…時(段)/K) | when,during (past/future) | 置於句頭,或謂語前.表當時之時間(段) /-ay/亦為未來式的主事後綴， |
| 表時間 | kasayan(何時) (ukasayan) | when (future)             | 置句頭，獨立表語，表(未來式).                                  |
| 表時間 | nukuasayan(何時) | when (past)               | 置句頭；獨立表語，表(過去式).                                  |

## 奪格人稱標記
奪格(離格)人稱標記在文法功能上為表示出某些人稱代詞或人名之狀語態，可用已然語氣或非已然語氣的表述。一般而言，可以把奪格與(by,with,from,in,on,at)等同英語的介詞聯繫起來看待。"奪格人稱標記詞組"其作用為一則作不及物謂語的主語；二則表述非事實、或"非實存"(或"假設性/期望性/(未來)可能持續性/未來將可能會發生")的虛擬陳述狀態(virtual status)；奪格可表述涵括未來式的情境、奪格人稱標記可作為前綴構成未來式代詞。噶哈巫語奪格人稱標記(lay)表「自…；從…；(未來)…」；奪格人稱標記詞組的公式:<lay-人稱代詞>、<lay+人名)>。範例如:lay-amisiw((從/未來)他們)、lay-ami((從/未來)我們)、lay-mu((從/未來)你們)、lay-misiw((從/未來)"他/她")、lay cuax((從/未來)cuax)。
- Baabaxa'ay yaku lay Atun.(Atun將把他給我/為一"未來式(-ay)"之"非實存"的虛擬陳述句)。Mi-kita isiw malaeng dini yami ka haziah-siw lay-ami.(我們看你住在此地，我們認為對你不好/(haziah-siw lay-ami)為一"假設性/期望性"的虛擬陳述子句,故用第1人稱複數"奪格人稱標記"(lay-yami)同音簡縮式(lay-ami))。Cuax, ta-kan-i dalian layta.(cuax，咱們吃午餐了!/(ta-V-i)為"咱們+V+了",這裡用 layta 為表期望性.)。

## 呼格人稱標記
呼格（vocative case）人稱標記歸屬於人稱稱呼的應用一類，可作為名詞的格表示法。一般用來對人的稱呼，或者有時作為名詞的限定詞使用。在現代的標點符號中，呼格(或直接稱呼的人稱名詞)用逗號與句中其餘部分隔開。噶哈巫語呼格人稱標記通常用於少數的親屬稱謂上；會在稱謂的詞尾加上後綴，表述親切的呼叫。而後綴的用法如同祈使助詞的後綴架構(-i)，呼格人稱標記詞組的公式:<"人稱稱謂"-i>(…啊)。而<-i>亦用為祈使詞。
- 例如：Tau-punu-i!(主啊!/基督教)、apu-i(阿婆/啊/)、ina-i(媽媽/啊/)、aba-i(阿爸/啊/)、atan-i(大嫂/啊/)、iah-i(大姐/啊/)等。

## 謂語
謂語分為動詞類與非動詞類。而動詞類可分為普通動詞、動詞短語、動詞片語、完成式動詞組、進行式動詞組，及典型的連繫性動詞等之變化型態等。詞性有及物動詞與不及物動詞之別。非動詞類由其它詞類可構成表語形態。在人称、数、性改變時謂語本身不會進行变位運作；而是以主事（AF）及非主事（NAF）的觀點配合謂語的时态、体、式進行焦點變換的運作。

### 動詞類
一般動詞中可用不定式之質詞或動貌詞（TMA）如：/m-/,/-ay/,/-in-/,/-a-/,/pa-/,/-en(un)/或/-lia(-lai)/等配合動詞使用。已然語氣即過去式、現在式或完成式等用</m-/+動詞>、<動詞+/-en(un)/>、</-in-/+動詞>、</-a-/+動詞>、<Red.>等，非已然語氣即未來式或祈使式等用</-ay/+動詞>、</-aw/+動詞>、</-a-/+動詞>等。亦可不用這些質詞或動貌詞，而單用動詞採焦點系統結構並配合格位標記、語序等來運用。有些動詞常用主動(AF/主事焦點(m-))，而有些動詞習慣用被動(PF/受事焦點(-en/-un))表主動。
- 單一動詞：mu-buray(/蟲/鑽土)、ma-irat(活/勃起)、matu-dadian(沒有排好/放歪了)、paxi-tunn(擰鼻涕)、tia(去/現在(做))、maa-tianak(離婚/分開/坐開)、taxu-zipu(停/棲息)、mu-hium(吹/pauhuni)、paxadakan(端出(東西))、su'uk(舂/mayaxu)、hu'uhu(蒸/muburiak(做/釀))、madu(存放/存(錢))、sua-suax(浪費)、ay(要/當…)、mu-lualu(祈求/懇求)、ta-lualu(蹲/坐於地)等。

- 單一動詞之範例：Tia, takita'i(去/咱們去看吧!)。Tia, ta-dusa-aw!(咱們分成兩份吧!)。Maa-tianak lia yamisiw.(他們離婚了)。Taxu-zipu di tilap adang a baxut.(一隻鴿子停在屋頂上)。Axai a dali mu-hium lalibuk?(什麼時候吹口簧琴?/(axay)同(asay)為自由變異,(lalibuk/bengebeng)指"口簧琴")。Eten muazaw azem, nahaza saw su'uk tupalit iu hu'uhu inusat, mutahay bauzak.(村莊舉行年祭，有人舂麻、又釀酒、殺豬/(mutahay)指「殺」之意；bauzak之意則為「豬」)。Madu dusa isit a pila di zukuzuk-aku.(我存放20元在銀行/或用(Madu dusa isit a pila di zukuzuk aku.),(dusa isit)表"20",(pila/paray)表"錢/元",(zukuzuk)表"銀行")。Pa'i ka ana u sua-saux na.(不可以浪費錢財/(suax-)表"傾倒"及"遺棄"等語義之語根,採"左向重疊"形成表"複數語義"的疊詞性名詞,而在這裡(sua-suax)轉化為謂語.(u)為斜格標記作表語詞組(ana/不可以)及(sua-suax/浪費)之間關係連繫之用的"連繫限定詞".(na)語尾助詞表強調)。Dusa a maxiasu ay minedaux inusat iu mapalizi.(二位新人要喝完酒且交換(禮物)/(maxiasu)為"新人",(minedaux)為"喝完",(mapalizi)為"交換")。

- 合成動詞(或謂之副動詞與動詞合成)：pakinakaw m-eken(慢慢吃/(pakinakaw/副動詞)表"慢慢地做(to do slowly)",或由(pakinakaw)組成"合成動詞組")、mi-kita kabaza(看到了且知道了)等。

- 合成動詞之範例：Pa-a-kinakaw mu-zakay siw!(你慢慢地走!)。Pakinakaw m-ken.(慢慢吃)。Ay mi-kita kabaza bizu ka ma-hata-hatan lai.(當人看到了信會很高興/(ay)為"當(when…)",(ma-hata-hatan)為"高興")。

#### 存在動詞/nahada/
存在(所有)動詞/nahada/(hada)表示存在、擁有之意，後接補語。句型為/Nahada+補語+主語/或/主語+(ka)+nahada+補語/、/nahada/可位於主語之前後，類如英語的/have(has)/及/there is(are)/的用法。如主語為人稱則表"擁有"之意，如主語為非人稱則單純表示"有"之意。主題標記(ka)有時可省略，省略則表強調句後的意思。
- 主語為人稱之使用，表示"擁有"(have/has)。Nahada palily-aku.(我(擁)有錢/(palily/paraly)亦可用(pai/pila)替代)。Nahada dusa a mamah iu adader mamais suzai-aku.(我有兩位哥哥及只有一位妹妹/(adader/adadumut)表示"只有一個(only one)<人或物>")。
- 主語為非人稱之使用，表示"有"(there is(are))。Nahada balm di rubu-rubu lalada.(有一隻貓在桌子下/(rubu-rubu)為"下面")。Nahada tamaku di babaw laladan.(在桌上有菸/(lalad-a-n)為處所格(lalad-a-an)之同音簡縮)。

#### 反身動詞
反身動詞(reflexive verb)指此種動詞、能表示由主體發出的行為再返回主體自身（通常出發之主體及目的都是自身）。在西班牙語等之罗曼语族的反身動詞是以反身代詞後接動詞來表達、如：，亦稱為反身代動詞。於法語及羅曼語族中都頻繁的使用反身表達法。俄語的反身動詞是以動詞後接反身詞綴/()/表示，如：（/自己/穿衣）。而噶哈巫語反身動詞詞構公式為<m(AF前綴)+詞根+(附屬後綴)>，如：m-iliw(<自己>挑)、m-itul(<自己>站起來)、m-izer(上吊)、m-apa(<自己>揹)等，與代詞配合使用可表達出反身功能。
- 噶哈巫語反身動詞例句如：Liaka puzah adang a rubang mamais, nahani miliw dalum.(然後一個姑娘(自己)來挑水/(liaka)為"然後")。Asui ki mamah anu maaparara mailiw kapua, siatu, rukus, aidi-saisay.(帶著你哥哥(他自己)去幫著挑被子，衣服，褲子等重要物件)。Mitul di babaw lia taukua maakawas.(長官(自己)站起來在上面講話了/(taukua)表長官)。M-izer-lai misiw.(他上吊自殺了/M-izer talima.)。Ina ka mapa (r)akihan.(母親自己揹孩子)。

### 非動詞類
可由語序，或由具有名詞、副詞、形容詞性質等之詞類轉成表語來使用。
- 單一表語類：或由名詞、副詞、形容詞性質等詞類轉為表語，比如"仍然/還有"(yaw)等。

- 單一表語類範例：Yaw ha-hada.(仍然/還有/(ha-hada)為強調疊詞指"(還)有")。

- 合成表語類：如名詞、副詞、形容詞性質等詞類或與動詞，經由加綴或用"限定連繫詞"等架構而形成合成表語，比如：<yuka+謂語>(再…)、yuka alu(再來/(yuka)表"再(again)",或由(yuka)組成"合成表語組")；或<si+地點副詞(location)>(去…)、sidua(去那兒)等。

- 合成表語類範例：Yuka alu ituku.(再來坐)。Yuka ta-bariw-aw!(咱們再買吧!/(ta-V-aw)為"咱們(將)+V+了")。Mamah si binayu mu-talaw luxut(老大去山上獵鹿)。

## 副詞
副詞或用以修飾名詞以外詞語和整個句子的詞。不過噶哈巫語沒有明顯的副詞，而是以輔助謂語、形容詞或句子等之動作語義來分析其為副詞的詞性。有時詞語也呈現所謂「副動詞」的特徵，也有謂語也有副詞的特性。副詞在句中的位置是置前、置中或置後，端視副詞在整個句子語義及表現的強調角色而定。
- 單一副詞，獨寫。ma-dadi(向)、dakal(前面/dakan)、ma-dingil(斜斜地)、hadua(表事件已發生過/亦為"時間副詞"或"助詞")、eder(真地)、haka(才是真的?haaka)、h-in-aw(很/very)、huhun(好好地/huhul)、pata(從/from/(pauzah)用於較抽象的意念)、kaaw(到/to)、adang a dadial(偶爾)、maleket(剛剛/足夠)、alasay(幾乎/差一點)、ma-ngirangir(容易)、pulalawa(一會兒)、reezaw(只有)、tu(大概/或許/tasiaw; haiki)、yuka(再來/m-inang)、xadu(一點點/不怎麼)、tating(有點/有些)、mayaw(還沒)、yaw(還)、kawa-zawat(到一半/亦為"其它數詞類")、sina(試試看/(sina/si na)為感嘆助詞)等。[9][36]

- "前位修飾構詞法"<(副詞/準副詞/A)+(謂語/表語/B)>⇒A的B。Salawan ka tu ma-udalay!(明天大概會下雨/(salawan)指"明天",(ma-udalay)指"下雨")。Yuka alu ituku.(再來坐/(yuka)表"再",(alu)為"來",(ituku)為"坐之意")。Yami kuang a ahahai sanu imu mi-kita, haiki yami tating a ma-sikat.(我們沒有什麼讓你們看，因而我們有點不好意思!/(yami)中性格第1人稱複數排除式,(ahahai/asay)表"什麼",(sanu)為"讓",(haiki)表"因而/如此",(tating/tatih)表"少許/有點/年輕的",(ma-sikat)表"不好意思",(sikat)為"慚愧/羞恥")。Pa'i ka ana suasuax na.(不可浪費錢財/(pa'i)指"錢",(suasuax)為"浪費",(na)為"語尾助詞,表(輔佐語氣)")。Maxamax eder kia'en.(彩虹真地美麗/(maxamax)為"彩虹")。

- "後位修飾構詞法"<(謂語/表語/B)+(副詞/準副詞/A)>⇒A的B。Mu-zakay ma-dadi ata'atas.(他走向懸崖/(mu-zakay)指"走路",(ma-dai/towards,to)指"向…/到…",(ata-atas)指"懸崖")。Kiatan di dakan ka nahada riak a subud a dalum.(他看見在前面有質佳的泉水)。Pikadun kaxu kawa-zawat daran.(/他/起程走到半路上)。Mahababar kaaw babaw tilap.(/她/飛到屋頂)。Kita-i huhul lai ki rahal ka sangira na.(仔細地看那嘴巴和耳朵)。Ma-hata-hatan pulalawa, ah tumala di binayu a pu-dadek a daxe lia.(在他聽到到山上的腳步聲之前，他高興了一會兒/(pulalawa)表"一會兒(a while)",(ah)為"助詞"指"在他…",(pu-dadek)指"(踩地/踏地)的聲音/rumbling sound of the ground",(daxe)指"泥土/地")。

- 合成副詞，整組合寫。isia rezaw(總是)等。[22]

- 合成副詞範例：Imisiw a saw ka isia rezaw daadaux.(那男的總是抽著煙/(imisiw a saw)指"那(男)人/那男的",(daadaux)指"抽著煙")。

## 形容詞
形容詞是一類詞語對詞語修飾的詞類，用以彰顯被修飾的詞語之特徵。而形容詞(修飾詞)本身可以被副詞所修飾，形容詞的比較級及最高級可由外加的副詞性語詞構成外，還可由疊詞構成的多級強化性的比較特色。噶哈巫語所指的形容詞詞組是指前一詞語由連繫詞<a>連接後一詞語所構成的詞組，亦可由兩個詞語直接修飾不加連繫詞<a>構成。基本的形容詞如:agung(傻/ma-punu)、rubang(幼小的)、kia-aren(美麗的)、halipit(薄的)、maanu(遠的)、selem(油膩的)、ma-gizem(能幹的/能力強的)、risilaw(白的)、sazih(惡的<人>)、ti-bukul(彎曲的)、sem(暗的)、kubabix(歪的)、turazak(虛假的/亂講話的/好管閒事的)、ma-zumut(抑鬱的)等。形容詞修飾法可分"直接修飾法"<(形容詞/名詞/代名詞)+(被修飾詞)>、一般依慣用法可直接修飾；及"加連繫詞修飾法"<(形容詞/名詞/代名詞)+a+(被修飾詞)>這兩大類，除此之外亦可由其它詞語的表現之現象而呈現形容詞的修飾法。
- 直接修飾法<(形容詞/名詞/代名詞)+(被修飾詞)>。babaw kawas(天上)，Ma-ha-bahar kaw babaw kawas.(飛到天上)。rubang (a) mamais(幼小的女孩)，Nahada adang a rubang mamais, apa'-en namisiw a ina mu-kusa di taubur a mi-tuku.(有一位幼小的女孩，有她媽媽揹著去會場坐)。namisiw ina(她的媽媽)，Ma-kuas namisiw ina, "tia didua ma-laleng; dahu a ka-kaa-en."((他)告訴他的媽媽 ，"搬到那邊去住；(那邊有)很多吃的")。
- 加連繫詞修飾法<(形容詞/名詞/代名詞)+a+(被修飾詞)>。mannu a daxe(遠方/很遠的地方)，Isia-lia ki cuax maxa-kekela, ma-kawas ina-lia, "maus-ay ma-rukat maanu a daxe."(那時候cuax想了想，告訴母親說："(我)要去很遠的地方")。halipit a kaxa(薄鐵)，Mu-riax halipit a kaxa xani-xanisay, zupay-en kamalang xani-xanisay haiki tadaw.((他)找了幾根薄鐵，它們(幾根薄鐵)(被)磨利了像刀(一樣利)/(xani-xanisay)為集合數詞(collective number)"幾個")。
- 重疊形容詞，整組合寫。nisia nisia(許多)等。Imini ka nisia nisai eten a sanu mu-ku-kusa, haki mula azang ilas.(這因許多部落的人在外地有各自的工作/(haki)為"因而,(mula azang ils)指"提早了一個月")。[43]

## 疑問詞
非代詞性之疑問詞，是以詢問：「人、事、時、地、物」是何情狀。有獨立表語及非獨立表語之別。而(mu'asay)會因在句子裡的相對語義不同而有大約三種解釋及用法，如"如何"(how)、"為什麼"(why)，及"什麼"(what)等之意思。
| (1).〖噶哈巫語疑問詞形態及語義說明〗 - mia'asay?/mia'ima?(which one)：置句頭；非獨立表語。 - mu'asay(asay/sai'en/how)：置句頭；獨立表語。不變時態。 Mu'asay mukusa di binayu paisiw?(你如何去山上?)。 - mu'asay(asay/why)：置句頭；獨立表語。不變時態。 - mu'asay(asay/what)：置句頭；非獨立表語。 - ay(when//pas/future)：置句頭；獨立表語，表(過去/未來式)。 - kasayan(ukasayan)(when/future)：置句頭；獨立表語，表(未來式)。 Kasayan nahani Puri paisiw?(你何時要去埔里?)。 - nukuasayan(when/past)：置句頭；獨立表語，(表過去式)。 Nukuasayan pinarisan paisiw?(你何時出生的?)。 - asay(chaay(K)/where)：置句頭/句中；非獨立表語。 Mausay di asay paisiw?(你要去哪裡?)。Pauzah asay paisiw?(你從何處來?)。 Kakanen a xumak kaidi chaay?(餐廳在哪裡?)。 - xaima(haima/how many)：置句頭/句中；非獨立表語。 Yaw xaima ki tamaku?(還有幾隻菸?)。Xaima tubabawa binayu?(山多高?)。 - xanisay(hanisay/how many)：置句頭/句中；非獨立表語(人或物)。 Isiw ka xanisay a kawas?(你幾歲?)。 - pasayen(haw lia/not to matter,be indifferent/無所謂/不重要/沒關係/都可以)：置句頭較多，(非)獨立表語、視為準疑問詞。 Pasayen, anu yaku dusa a xasep pila liaka iak lia.(沒關係，給我兩個5元就好了)。 | \| 標的 \| 疑問詞 \| 英語 \| 備註 \| \| ------------ \| ---------------------------------- \| -------------------------------- \| ---------------------------------- \| \| (人/物)非獨 \| mia'asay?(那一個) mia'ima?(那一位) \| which one (thing/person) \| 置句頭，非獨立表語. \| \| （事）獨 \| mu'asay (如何做) \| how (to do) \| 置句頭，獨立表語不變時態. \| \| （事）獨 \| mu'asay(為何/為什麼) \| why why for \| 置句頭，獨立表語不變時態. \| \| （事）非獨 \| mu'asay(做什麼) \| do what \| 置句頭，非獨立表語. \| \| （時）獨 \| ay(何時) \| when (past/future) \| 置句頭；獨立表語，表(過去/未來式). \| \| （時）獨 \| kasayan(何時) (ukasayan) \| when (future) \| 置句頭，獨立表語，表(未來式). \| \| （時）獨 \| nukuasayan(何時) \| when (past) \| 置句頭；獨立表語，表(過去式). \| \| （地）非獨 \| asay(哪裡/A/K) chaay(K) \| where \| 置句頭/句中，(非)獨立表語. \| \| （人/物)非獨 \| xaima (多少/多高…) \| how many(much) how tall… \| 置句頭/句中，非獨立表語. \| \| (人/物)非獨 \| xanisay (多少/幾歲) \| how many,how old (people/things) \| 置句頭/句中，非獨立表語. \| \| （人）非獨 \| pasayen(無所謂) \| Does't matter…! \| 置句頭，非獨立表語. \| |                                  |                                    |
| 標的 | 疑問詞 | 英語                             | 備註                               |
| (人/物)非獨 | mia'asay?(那一個) mia'ima?(那一位) | which one (thing/person)         | 置句頭，非獨立表語.                |
| （事）獨 | mu'asay (如何做) | how (to do)                      | 置句頭，獨立表語不變時態.          |
| （事）獨 | mu'asay(為何/為什麼) | why why for                      | 置句頭，獨立表語不變時態.          |
| （事）非獨 | mu'asay(做什麼) | do what                          | 置句頭，非獨立表語.                |
| （時）獨 | ay(何時) | when (past/future)               | 置句頭；獨立表語，表(過去/未來式). |
| （時）獨 | kasayan(何時) (ukasayan) | when (future)                    | 置句頭，獨立表語，表(未來式).      |
| （時）獨 | nukuasayan(何時) | when (past)                      | 置句頭；獨立表語，表(過去式).      |
| （地）非獨 | asay(哪裡/A/K) chaay(K) | where                            | 置句頭/句中，(非)獨立表語.         |
| （人/物)非獨 | xaima (多少/多高…) | how many(much) how tall…         | 置句頭/句中，非獨立表語.           |
| (人/物)非獨 | xanisay (多少/幾歲) | how many,how old (people/things) | 置句頭/句中，非獨立表語.           |
| （人）非獨 | pasayen(無所謂) | Does't matter…!                  | 置句頭，非獨立表語.                |

## 假設詞
假設語氣詞(subjunctive/假如/如果、/當…時/時間性假設)或則假設疑問狀況之表示。假設詞所構成之假設句一般呈現為複合句(Sentence clause structure)的表現結構。
| (1).〖噶哈巫語假設詞形態及語義說明〗 - /na(sia)…ka/，主題標記/ka/前可設定主題(話題):Na kuah ka, wailu alu (u) xumak.(假若沒有，趕快回家/主題為(kuah/沒有),<wailu>為快,趕快)。 - /…(副句)ka,…(主句)V-ay…/:副句尾置獨立的<ka>，而主句的謂語為未來式(-ay)格式；以未來式架構的假設法表示。主題標記(ka)作為"假如"之意。Ma-isat Atun-siw ka, mai-kixi-ay nimisiw a ina yaku.(假若你罵Atun，我將會告訴他媽媽/<ma-isat>為罵,(mai-kixi-ay)會告訴,"她媽媽"(nimisiw a ina)為賓語,而主詞(yaku)置後,為典型的(VOS)語序)。 | \| 標的 \| 假設詞 \| 英語 \| 備註 \| \| ------ \| --------------------------- \| ------------------ \| -------------------------------------------- \| \| 表如果 \| (na(sia)…ka) (如果…/若…) \| if/as if…… \| 置於句頭 \| \| 表假如 \| (…ka,…V-ay…) (假如…,…將會…) \| (if/as if…,…will…) \| (ka/假如)置於副句尾, 主句謂語為(V-a(Red)-ay) \| |                    |                                              |
| 標的 | 假設詞 | 英語               | 備註                                         |
| 表如果 | (na(sia)…ka) (如果…/若…) | if/as if……         | 置於句頭                                     |
| 表假如 | (…ka,…V-ay…) (假如…,…將會…) | (if/as if…,…will…) | (ka/假如)置於副句尾, 主句謂語為(V-a(Red)-ay) |

## 祈使詞
祈使詞(命令法)可用獨立詞語來表示，表情求、勸說等意。噶哈巫語祈使詞的詞綴用法不多，其它視語句中語詞所表達的語氣而顯示出祈使語氣。
| (1).〖噶哈巫語祈使詞形態及語義說明〗 - /-i/(…吧)，為受事焦點。/-i/亦可用為呼格，作為呼格人稱標記：Tumala'-i ki bauki maaturay?(聽bauki唱歌?)。Takan-i nita sumay imini!(吃咱們的飯吧!)。Burax-i!(用斧頭砍)。Paka-ma-dingil-i!(使它歪斜!)。Inah-i!((請)重複!/inang-i)。 - /- '/(ʔ)(使…)，為受事焦點。/- '/(ʔ)/使用在強力命令的情況下：Usa'!（出去！(滾)出去！(給我)出去！/大致同於賽德克語(osa(Tgdaya)/usa(Toda)/usa(Truku)/sa-i(祈使式/省略 u-)),泰雅語(usa')的用法）。聲量大時(憤怒時)就以後接聲門塞音('/(ʔ，glottal stop)來結尾。 - /…na/(nan/吧!/<祈使強調表達語氣>/(na)亦為"假設詞")、獨立或附著於句尾部分。Imini a babizu kabalet yaku na!(這本書借給我吧!/(imini a babizu)指"這本書",(kabalet)指"借")。Mu-ximux lepeng na!((我)漱口一下吧!/"漱口"(mu-ximux)使用AF語態,故而省略掉主詞(yaku))。Apu, manaip daulik manaman na.(阿嫲，閉上眼睛祈禱吧/(daulik/daurik)指"眼睛",(manaip)指"閉上",(manaman)指"祈禱")。 - /…sina/(試試看!/<祈使表達語氣>/如(sina)分開(si na/請(作…)!)則為"祈使強調表達語氣")、獨立於句尾部分。Me-depex-i sina!(讀一讀，試試看!/(depex)為"讀")。Pakatahayak si na!(請謝謝他!/(pakatahayak)為"謝謝"亦可省略為"paki":Paki imu a saisiman-en yamian.(謝謝妳們疼愛我們/(a)後接補語句,(saisiman-en)用PF表"被"疼愛))。 | \| 標的 \| 祈使詞 \| 英語 \| 備註 \| \| --------------- \| ------------------------------------ \| -------------------------------- \| ------------------- \| \| 表祈使 \| (-i)(…吧/使它…) \| yes,(do) it… let's… \| 為後詞綴 \| \| 表祈使 強力要求 \| (- '/(ʔ)(使…) \| (do) it… \| 為後加聲門塞音 \| \| 表祈使 懇求 \| (…na/nan)(…吧!) \| imperative-suffix asking marker. \| 置於句尾或 附著詞尾 \| \| 表祈使 懇求 \| (…sina)(…試試看!) (…si na)(請(作…)!) \| imperative-suffix asking marker. \| 置於句尾 \| |                                  |                     |
| 標的 | 祈使詞 | 英語                             | 備註                |
| 表祈使 | (-i)(…吧/使它…) | yes,(do) it… let's…              | 為後詞綴            |
| 表祈使 強力要求 | (- '/(ʔ)(使…) | (do) it…                         | 為後加聲門塞音      |
| 表祈使 懇求 | (…na/nan)(…吧!) | imperative-suffix asking marker. | 置於句尾或 附著詞尾 |
| 表祈使 懇求 | (…sina)(…試試看!) (…si na)(請(作…)!) | imperative-suffix asking marker. | 置於句尾            |

## 時間副詞
時間副詞(temporal adverb)及「準時間副詞」表示行為發生的時間和說話時之時距關係，一般分為過去式、現在式、將來式。通常進行式、完成式、開始、終止，或時間段落等之時間副詞也可與動貌詞一起附著連用。其他的時間副詞如：pulalawa(一會兒)、zezaw(時間/空閒/都是)、saasaunan(早上/saasunan/sasaunan)、salupun(下午)、pialay(頭一次/開始)、payalay(正在開始/為(p-a-ialay)之音變/beginning)、kasayan(ukasayan/當…/何時(when/future)置句頭；獨立表語，表"未來式")、nukuasayan(當…/何時(when/past)置句頭；獨立表語，表"過去式")、ay(當…/何時(when)一般置句頭；獨立表語，表"過去/未來式")、(ukuzixa/昨天)、ukuahidua(前天)、ukua-hidua xazang(大前天/(ukua-/nuk-)表過去時態的前綴)、ohoni(今天/ohoni a dali)、ohoda(ohoza/古時)、aohoda(不久前/之前)、aohoniay(不久(後))、ma-ideh(不久/快)、ohoza peret(古時候)、ohoda saw(古人)、karawru(閏月)、ma-kilianhan(隨時)、me-kemet daurik(眨眼間/馬上)、say hatel(一生一世/一輩子)、kaxu say sahan(直到永遠/生生世世/say sahan(永遠))等。
| (1).〖噶哈巫語時間副詞形態及語義說明〗 - ma-sedem:(很久)以前/很久了，表過去、置句頭或副句頭。。Uhuda ka naki a rakihan ka kius-un u rahuay, masedem lia.(從前我的孩子被老鷹夾走，很久了/(kius-un)為PF動詞架構(-un)表"被夾走",(topic ka V-un(en) u N)表"topic被(N)…如何(V-un)…",(u)為"斜格標記"鏈接PF的"邏輯主詞")。Masedem-lia.(很久了)。 - ohoza/ohoda(uhuza，從前/往昔)，一般置於句頭。Ohoza ka nahada mamais u mamaleng.(從前有一男及一女)。 - ohoni(今天/現在)，句頭/句中/句尾合用。Kau ohoni duudusa a daali imini.(到如今已兩天了)。ohoni a daali.(今天)。 - a-ohoni-ay(uhuni，不久之後/很快)，句頭/句中/句尾合用表未來、配合否定式。Ini auhuniay.(不會快/難等)。 - nahani(正在來)，句頭/句中/句尾合用表進行式。Nahani laiki rubang mamais pauzah di namisiw a xuma ka disiw.(這女孩子從她家來到這裡)。 - hadua(表示事件已過)，句尾合用表示過去完成式/過去式。Tupalis ka kan-en nita hadua.(咱們吃過了米糕)。Kanen hadua.(吃過了)。 - maana(mana/等一下)，句頭/句中/句尾合用表短暫未來式。Ee maana! tapaduduay isiw-aku.(等一下，我想徵求你的同意)。 - mu-ruput(完成式)，在句頭/句中/句尾合用表完成式，(-ruput)為完成式的詞幹(root)。而完成式亦用謂語加中綴(-in-)表示。Mu-ruput a mubazu, liaka mukusa xumak a mangit.(洗完了衣服，我就回家去哭/(liaka)表"然後"(then),而(a)作為兩個謂語之間的"連繫限定詞"使用)。rupud-un-lia.((被)完成了/(rupu-d-un)為(rupu-t-un)之音變,/-un/為受事焦點) - ini xadu(有時候/偶爾)，一般置於句頭。Ini xadu mupuzah dini imisiw.(他偶爾來此)。 | \| 噶哈巫語 \| 中文 \| 英語 \| 備註 \| \| ------------- \| ----------------------- \| ----------------------- \| ----------------------------------------------- \| \| ma-sedem \| (很久)以前 (較長時間) \| long (time) \| 句頭/句中合用，表過去(完成) 可配合/lia/(很久了) \| \| ohoza (ohoda) \| 從前 (往昔長時間) \| once upon a time \| 句頭合用，表過去一段時間. \| \| ohoni \| 現在 (今天) \| now/today \| 句頭/句中/句尾合用，表如今. \| \| aohoniay \| 不久之後(很快) \| soon \| 句頭/句中/句尾合用表未來， 配合否定式. \| \| nahani \| 正在來 \| is coming, here comes \| 句頭/句中/句尾合用表進行式. \| \| hadua \| 表示事件已完成 \| to have been \| 句尾合用表過去完成/過去式. \| \| maana \| 表短暫未來式 \| to wait a minute \| 句頭/句中/句尾合用表短暫未來式. \| \| mu-ruput \| 表完成式 \| end, finish \| 語詞前綴表完成/結束. \| \| ini xadu \| 有時候/偶爾, 表過去時態 \| sometimes, occasionally \| 一般置於句頭,或謂語前 \| |                         |                                                 |
| 噶哈巫語 | 中文 | 英語                    | 備註                                            |
| ma-sedem | (很久)以前 (較長時間) | long (time)             | 句頭/句中合用，表過去(完成) 可配合/lia/(很久了) |
| ohoza (ohoda) | 從前 (往昔長時間) | once upon a time        | 句頭合用，表過去一段時間.                       |
| ohoni | 現在 (今天) | now/today               | 句頭/句中/句尾合用，表如今.                     |
| aohoniay | 不久之後(很快) | soon                    | 句頭/句中/句尾合用表未來， 配合否定式.          |
| nahani | 正在來 | is coming, here comes   | 句頭/句中/句尾合用表進行式.                     |
| hadua | 表示事件已完成 | to have been            | 句尾合用表過去完成/過去式.                      |
| maana | 表短暫未來式 | to wait a minute        | 句頭/句中/句尾合用表短暫未來式.                 |
| mu-ruput | 表完成式 | end, finish             | 語詞前綴表完成/結束.                            |
| ini xadu | 有時候/偶爾, 表過去時態 | sometimes, occasionally | 一般置於句頭,或謂語前                           |

## 肯定詞
肯定詞為肯定式（affirmative）之詞構。肯定詞不變時態，且常置放在句頭、或在句中句尾使用。
| (1).〖噶哈巫語肯定詞形態及語義說明〗 - haw(是的/可以)：haw isia(好/yes/good/(haw)可以配合否定式使用)，haw'ay(好吧/表未來的動作)：Haw, laki nisiw a hinis ka haw i(你的想法也可以)。Haw laila lia ki kalayu isia Lalu.(好吧!咱們休息吧!)。Ini haw isia pausunguday.(那舖的橋並不好)。Haw'ay, mausay maa tadaw aku.(好吧，我要去拿刀)。Haw, mabaza-i yaku.(好，我知道了!) - hauha(確定)，可作為虛位主題；實際主題可置放於句尾：Hauha ki pasaken.(確定他們到達(終點)了)。Huaha ki pasaken. Ima ki m-ula lia?(要確定到達終點，看誰領先)。Hauha ka alu pailutut matuway na ita!(咱們來跳舞唱歌吧!/因肯定詞(hauha)作為虛位主體，實際主題(ita/咱們)置放於句尾)。 - ha(確實/確定/肯定)，用在程度上的強調：Haideng ha-i.(確實很重/(-i)為語尾祈使助詞,表強調語氣)。Ini enges ki ha Paul, mu-puzah mu-tukut.(保羅並不吝惜，而來傳播(基督教/福音)/(ha Paul)表強調(確實是/肯定是)"保羅"這個人)。 | \| 標的 \| 肯定詞 \| 英語 \| 備註 \| \| ------ \| ---------------------------------- \| ------------------------------ \| -------------------------------------------------------------------- \| \| 表肯定 \| haw(是的/可以) (haw isia) (haw'ay) \| yes/good/all right fortunately \| 通常置句頭；後接主句. /haw isia/通常用在否定式. /haw'ay/表未來之動作 \| \| 表確定 \| hauha \| certain \| 通常置句頭；後接主語. 可作為(ka)前之"虛位"主題 \| \| 表確實 \| ha \| surely, did… \| 通常置句中/句尾；後可接主語, 或接語尾祈使助詞(-i)表強調 \| |                                |                                                                      |
| 標的 | 肯定詞 | 英語                           | 備註                                                                 |
| 表肯定 | haw(是的/可以) (haw isia) (haw'ay) | yes/good/all right fortunately | 通常置句頭；後接主句. /haw isia/通常用在否定式. /haw'ay/表未來之動作 |
| 表確定 | hauha | certain                        | 通常置句頭；後接主語. 可作為(ka)前之"虛位"主題                       |
| 表確實 | ha | surely, did…                   | 通常置句中/句尾；後可接主語, 或接語尾祈使助詞(-i)表強調              |

## 否定詞
否定詞為否定式(negation)之詞構。否定詞不變時態，且常置放在句頭、或在句中使用。噶哈巫語有如下幾種否定詞構。其它亦有許多不同類型的否定詞如：maxa'ini(沒有)、haziah(惡/壞掉/禁絕/sa-ziah)，Ini riak a karum xumak a saw ka, haziah puhuni, haiki niam a araway.(家人有不幸，就不好吹奏，就像我們的歌謠一樣)。
| (1).〖噶哈巫語否定式形態及語義說明〗 - ini:在否定句獨立使用。不變時態、在句頭/句中使用，單純否定。Cuax ini makiakanen lia.(cuax不餓)。Ini makazang.(不貴)、Ini kamalang((刀)不利)。Ini maanu waadeng.(不遠/(maanu)指"遠",(waadeng)表"還好")。 - uzay：在否定句頭句中使用後接賓語或句子，不變時態。Makuay ka agong, uzay yaku ka agong.(是Makuay傻，不是我傻)。Yaku ka uzay Kaxabu.(我不是噶哈巫人)。 - kuah(kuang)：在否定句頭句中使用,或獨立(句)使用。Adang a dali, kuah di xumak ki ina.(有一天趁母親不在家)。Kuah,kuah!(沒有,沒有!)。Kuah aku.(我沒有)。 - mayaw：在否定句中合用，不變時態。在句頭句中使用，單純否定。Mayaw matu-xumak lia ki yaku!(我還沒蓋好房子呢!)。Mayaw mazih(尚未成熟的)。Mayaw a adeng.(還早/還沒預備好/(adeng)表"預備好")。Cuax mayaw makia-kan-en-lia.(cuax還沒餓啊/(makia-kan-en/mati-kiur)指"餓",(makiakanen)已形成一個詞組)。 - nah(nang)：在否定句中合用。不變時態、常在句頭使用，可用在句尾。Nah mikitia ni saw a rakihan.(不要看人家的孩子)。Sabung ka mikadeng ka nah mupuzah.(Sabung生病，他就不要來)。Xatis-i nanh!(別再打噴嚏)。 - ana(ausin)：在否定句中合用。不變時態、常在句頭使用。Ana me-ken tuxubut lia, mabaza-isiw?(別吃甜食了，你知道嗎?/(mabaza)為"知道")。Ana m-i-tuku!(別坐!)。Ana ma-sikat!(不要不好意思!/(ma-sikat)為"不好意思",(sikat)為"羞愧/慚愧")。Ana monono.(別這樣區分/(monono/mununu/monosu)為"區分") | \| 噶哈巫語 \| 中文 \| 英語 \| 備註 \| \| ------------ \| ------------- \| --------------------------------- \| --------------------------------------------------- \| \| ini \| 沒有，不 \| not, no \| 置句頭/句中；後接謂語. \| \| uzay \| 不 \| not, no \| 置句頭/句中；後接賓語 或句子、不變時態. \| \| kuah (kuang) \| 不(存)在 沒有 \| not exist, not have, there is not \| 在否定句頭句中使用, 或獨立(句)使用. 後接賓語或句子. \| \| mayaw \| 還未 \| not yet \| 一般最常用,置句頭中尾. 後接謂語. \| \| nah (nang) \| 不要… \| don't do…, don't \| 置句頭；後接句子. 或用為祈使命令式 後接謂語. \| \| ana (ausin) \| 不是/別… \| don't do…, not… \| 置句頭；後接謂語. 一般否定式. \| |                                   |                                                     |
| 噶哈巫語 | 中文 | 英語                              | 備註                                                |
| ini | 沒有，不 | not, no                           | 置句頭/句中；後接謂語.                              |
| uzay | 不 | not, no                           | 置句頭/句中；後接賓語 或句子、不變時態.             |
| kuah (kuang) | 不(存)在 沒有 | not exist, not have, there is not | 在否定句頭句中使用, 或獨立(句)使用. 後接賓語或句子. |
| mayaw | 還未 | not yet                           | 一般最常用,置句頭中尾. 後接謂語.                    |
| nah (nang) | 不要… | don't do…, don't                  | 置句頭；後接句子. 或用為祈使命令式 後接謂語.        |
| ana (ausin) | 不是/別… | don't do…, not…                   | 置句頭；後接謂語. 一般否定式.                       |

## 助詞
助詞一般附加在語句子前、中、後，表示句型結構上之各種輔助语气的關係。感嘆詞亦歸為助詞一類。
| (1).〖噶哈巫語助詞形態及語義說明〗 - (…say，…嗎/<…呢>)為疑問助詞或感嘆詞、獨立或附著於語詞句頭或句尾部分，意義及類如日語的疑問助詞/か/(ka)。Haw mupuzah lai siw say?(那麼，你就回家了?)。Meken kulusu say?(妳吃蝦了嗎?/(kuzung)指大的蝦)。 - mu(…嗎)為疑問助詞、獨立或附著於語詞句尾部分。Mudepex imini a babizu mu?(你讀過這本書嗎?)。 - lia/nia(…了)為感嘆助詞、獨立或附著於語詞句尾部分。而/nia/為/lia/的自由變異。Inah-i tanget lia!((花兒)一再地點頭!/(inah/inang)表"重複/一再",(Kawas-i inah!/再說一遍!))。Uhuni lika ka mula lia.(今年太早了)。 - i(…(已經)了)為感嘆助詞含有已完成的語氣、一般附著於表語尾。Hau, mabazai-i yaku.(好啦，我知道了)。 - se(…啊/…邪!)為訝嘆助詞、獨立或附著於語詞句尾部分。Haiki maa-kawas yamian, kazamas liahan se.(好像告訴我們，要愛惜時光啊/(maa-kawas/mu-kawas)為"告訴",(haiki)為"似乎/好像",(yamian)為複數第2人稱代詞(排除式)位置格,(kazamas)為"愛惜",(liahan)為"時光/天亮")。 - na(nan/一下/如此)為輔佐強調助詞、獨立或附著於語詞句尾部分。Mu-ximux lepeng na.(我漱口一下!/(mu-ximux)指"漱口")。Gaulu'i na!(誇獎一下吧!/(gaulu)指"誇獎/稱讚")。 | \| 標的 \| 助詞 \| 英語 \| 備註 \| \| ----------- \| ---------------------------- \| ------------------------------------- \| ------------------- \| \| 表疑問 質問 \| (…say) (…嗎/咦/呢?，…那樣子) \| question-suffix interrogative marker. \| 置於句尾或 附著詞尾 \| \| 表疑問 \| (…mu)(…嗎?) \| question-suffix \| 置於句尾或 附著詞尾 \| \| 表感嘆 \| (…lia/nia)(…了!) \| interjection-suffix \| 置於句尾或 附著詞尾 \| \| 表感嘆 \| (…i)(…了!) \| interjection-suffix \| 附著於表語尾 \| \| 表訝嘆 \| (…se)(…啊!/…邪!) \| interjection-suffix \| 置於句尾或 附著詞尾 \| \| 表輔佐 語氣 \| (…na/nan)(…一下!/如此!) \| about, just it \| 置於句尾或 附著詞尾 \| |                                       |                     |
| 標的 | 助詞 | 英語                                  | 備註                |
| 表疑問 質問 | (…say) (…嗎/咦/呢?，…那樣子) | question-suffix interrogative marker. | 置於句尾或 附著詞尾 |
| 表疑問 | (…mu)(…嗎?) | question-suffix                       | 置於句尾或 附著詞尾 |
| 表感嘆 | (…lia/nia)(…了!) | interjection-suffix                   | 置於句尾或 附著詞尾 |
| 表感嘆 | (…i)(…了!) | interjection-suffix                   | 附著於表語尾        |
| 表訝嘆 | (…se)(…啊!/…邪!) | interjection-suffix                   | 置於句尾或 附著詞尾 |
| 表輔佐 語氣 | (…na/nan)(…一下!/如此!) | about, just it                        | 置於句尾或 附著詞尾 |

## 感嘆詞
感叹词為用以表達感嘆、驚呀、疑問、恐懼、喜怒愛惡、或輔佐等之詞助語，歸為語助詞一類。而此類感嘆助詞常置於句尾，亦可置於句首、句中。比如：a(啊/aa)、arah(哎呀)、-lia(呀!/了!/<疑問/強調/表達語氣>/-lai/(-lia)亦為"祈使詞/完成式")、na(nu/吧!/<輔佐/強調表達語氣>/(na)亦為"假設詞/祈使詞")、nu(no/啊(的)/語氣助詞用連繫詞/常用於詩歌或史詩)、e(ee/啊!/很…/真的…<驚嘆或強調表達語氣>)、mu(呢!/嗎!<疑問表達語氣>)、o(啊/<"否決/祈使"表達語氣>/u)、se(啊!/<強調表達語氣>)、say(嗎!<疑問表達語氣>/sai)、-i(吧!/<強調表達語氣>/(-i)亦為"祈使詞")、e na(啊!/<祈使表達語氣>)、hau(嗎!/<祈求表達語氣>/haw)、hauka(好吧!)、si(請…吧!/<表祈求語氣>)、si na(sina/請…吧!/<表祈求強調語氣>/試試看…)等。
- 感嘆詞的例句如：Masi ka kalu axay bubuiak mu?(麻糬是用什麼做的呢?/(<kalu>/用/及<anu>)詞語有替代"工具焦點"的傾向,(axay)為(asai)的自由變異)。Azang masulohong a mutalup dua na.((全部)只有中國(外省仔)的料理/(masulohong)為"外省仔/中國",(dua-)指"全部(all/只有)")。Maxadamu-lia ilas.(膝蓋流血了)。Kumux-i si ka naki("請替我捉!)。Hau'aini si na(請原諒我!)。Pakatahayak si na!(請謝謝他!)。Ayan nu ayan, ayan nu laita.(愛央(根源)啊愛央!我們的愛央!/複數人稱代詞使用"(虛擬)陳述"包含式(laita))。Tapiaw ka kiaen e, tapiaw pinialay ka adang a kui.(蝴蝶真美麗啊！蝴蝶原先是一隻(毛毛)蟲子)。Ana o! Mudan langu.(不行!外面下雨/(mudan)指"下雨",(langu)指"外面/屋外")。Aa, nita a mu-dusa ka ini maleket-lia.(啊，咱們分不平/(mu-dusa)表"分成兩份",(ma-leket)指"公平/剛剛好")。Mu-ka-balet cuax sina!(向cuax借,試試看/(paa-ka-balet)表"借予(借給)…(to lend)",(mu-ka-balet)為"向…借(to borrow)",(sina/si na)為"語尾助詞"意為"試試看",亦作"副詞"用)。

## 情緒詞
情緒詞為在感嘆詞外，延伸之情緒表達的詞語及其語句架構。情緒詞可由一般名詞、動詞等詞類轉用而來，比如：謂語/mahahapet/(認真/mahapet(勤奮/的/))、謂語/autiani/(懷念著)、kazamas(愛惜)、mudukas(稱讚)、mu-bitut(賭氣/鬧彆扭/耍脾氣)、saisiman(愛心)、mahu'ik(懶惰)、kaxa-demel(作弄人/欺負人)、azem(憨狂/azem a saw(憨狂的人))、maripapuduh(能幹)、tikuran(批評/搬弄是非)、maisat(發脾氣/罵人)、adem(閉嘴)、lama'aw((被/(未來)受到)蒙福/(lama'aw)接後綴(-aw)表"未來的受事焦點")等。
- 情緒詞的例句如：Mahatahatan-lia Aba(阿爸很高興)。Yaku adu di hinis kazama.(我放在心裡珍惜)。Yaku mu-hakem imisiw(我摟著她/(mu-hakem)表示"摟著")。Saw a lama pauzah di babaw.(人的命是天註定的/(saw a lama)表示"人的命")。Wa-rirux-an-misiw(他亂講話/單數第3人稱附著格式主格"遠"(misiw)表示"在遠處的他")。Ana isia liaka ma-sika-sikat.(Ana那時很害羞/(isia)指"那時",(ma-sika-sikat)為"(很/非常)害羞")。Ini riak ki Awi a lama(Awi命不好/(lama)表"命/命運")。Tata imini ka sadih a hinis.(這個繼母心懷/(tata)後母,(tata imini)為"這位後母"採用"後位修飾")。Ma-hata-hatan-lia ki Purisia' saw', iak a p-a-a-laleng-an.(埔里人很高興，埔里是個好住處/(paa-laleng-an)為"住處")。Ana maxaruaru Ma-misik ma-taru.(別傷心/(mamisik)長者)。Adem-i ahan!(閉嘴!/(Adem nisiw.)表"閉上你之口")。Hakehakezeng pakasibat ahan paka'iak a lama'aw ki saw saw.(長老教誨的話語使得人人蒙福/(hakehakezeng)長老,(pakasibat ahan)為"教誨的話",(paka'iak a lama'aw ki…)為"使得…蒙福"採用"非已然式/未來式"(-aw))。

## 限定詞
限定詞(determiner)或謂「承接指示助詞」後可接補語或受詞，有a(又為連繫詞)，u(亦為斜格標記)，maxa(然後)，liaka(然後)，laiki(如此/thus,in this way)、isia(如此)、kaxu(到/直到)等。已然語氣<即過去式或現在式等>或非已然語氣<即未來式或祈使式等>均使用。噶哈巫語限定詞亦作為連接詞使用。而兩個謂語之間有時亦可加上斜格/u,a/為限定詞，表其主從動作連繫關係之"連繫限定詞"。
- 限定詞的例句如：Hapes u mu-nunuh ka m-angit.((嬰孩)想要吃奶就哭/(Hapes u mu-nunuh ka m-angit (ki rabex).)在主題標記(ka之前)已形成一"表語詞組"(hapes u mu-nunuh)作為"主體",(u)為斜格標記作表語詞組關係連繫之用)。

## 空間方位詞
空間方位詞(spatiality and orientation)為用以表達所處之空間位置，及相對方位等之語詞。如：amisan(北方/冬天)、ahut(西方/下游/秋天)、daya(東方/上游/春天)、abaxan(南方/夏天)、mia-daya(向東)、manaw rabaxan(向南)、manaw amisan(向北)、ruburubu(下面)、babaw(上面)、mia-babaw(向上)、kialih(靠近/maxa-kayalih)、mia-dini(這邊)、mia-dua(那邊)、baru(對面)、dakal(前面)、aubil(後面/aubin)、ai-dini(在這邊)、disiw-disiw(到處)、ai-disiw(在那邊)、kai-ziza(在那邊)、kai-dua(在那裡)、siaa(遠處/到處)、puupuh(源頭/上游)、barebaret(旁邊)、anan(右邊)、ixi(左邊)、langu(外面/庭外/(指房子外面))、karum(裏面/(指房子裏面))、rizik(在...裏面/(指"山裏,抽屜裏,盒子裏...的裏面"))、wazan(中央)、aubil(後面/往後/第二)、lakang(縫隙/(指"兩物(或手指,脚趾)的中間,人群之中")/(di saw a lakang/在人群之中))、didua(那邊/遠處/dua)、iminiyan(這裡)、pia-babaw(放在上面)、tu-babaw(高)、tinu-baba-babaw(很高)、iteken(矮/低)、ituk(頭頂/頂上)、zekep(內角落)、zukuzuk(角落)、mannu(遠)、alih(近)、kinixidan(附近)、ini maanu waadeng(不遠)、pi-tul(往上游)、pi-zaux(往下游)、pi-zau-zaux(一直下去)、ruburubu binayu(山下)、babaw binayu(山上)、tatengabang(日出處)、bayu(水邊)等。
- 空間方位詞的例句如：Liaka pa-idem-en di bayu.(然後讓你睡在水邊/(pa-idem-en)使用"(PF)使役被動(讓…V-en…)")。Ringis-en mi-kita taxaw rudug a k-in-ixid-an liaka kuah lia ki daran.(他尋查看一直到潭邊就沒有了路/邏輯主語為(ki daran),謂語(ringis-en)使用PF,表"路被查看")。Pa-ixi aku.(我是左撇子)。Pa-nan aku(我是右撇子/為(Pa-anan aku)之同音簡縮)。Pudesax pudesax laiki wazan u axung, ba-batu-batu ka kita'an huhul lia.(河中漸漸明亮，可以看清石頭等/(laiki)表"如此",(ba-batu-batu)表許多石頭,謂語(kita'an)用LF因石頭為位置所在)。Kai-ziza ka baabah a saw a marunguh.(在那邊有許多人在挖地/(a marunguh)的(a)為"限定詞")。Kai-dua nahaza babaiw, mususu kabaza iu paka-baibai.(在那裡有在賣東西寄信及看病/(babaiw)為"賣東西",(musus kabaza)為"寄信",(paka-baibai)為"看病")。

## 數詞
噶哈巫語數詞為噶哈巫語中使用的數字系統。其類別有基數詞、序數詞、倍數詞、集合數詞等類別。而巴宰語的數詞的增大延伸同於噶哈巫語採類如六進位之方法。(11)為/isit ida/或/isit u adang/、/isit a adang/，(20)為/dusa isit/、(21)為/dusa isit ida/、(22)為/dusa isit dusa/等。(11)以上的用法因語音的關係又有兩種表示法、如(14)/isit supat/及/isit u supat/等，使得使用上有些混雜。且早期噶哈巫族或巴宰族處於狩獵及农业時期對於日期或數詞較無具體的觀念，而生活的活動是以春夏秋冬的運轉節氣來進行。總的而言，噶哈巫語或巴宰語的數詞的用法因語用歷史的關係一致性較缺乏，以普遍一致性的用法為參考基準。

## 連接詞
連接詞或「準連接詞」是用來連接詞語、短語、句子、段落等的詞，表示被連接的語言單位之間的關係，及在句子中表逹不同的邏輯關係。以語用角度分為幾類來討論。
1. 並列關係，獨寫/句頭/句中；和、與等。iu(yu/u/和/and/現在常用)、uu(或/or)、maki(maku/makuas/makusa/yaka/與/跟/(to go) with/(mukusa maki+(屬格代詞)))等。
2. 轉折關係，獨寫/句頭；但是、不過、還沒有、然而、從此等。mayaw(還沒)、kanun(但是,不過,否則/haitun)、haika(然而/而是/卻是)、pialay(從此)、laha(以為)等。
3. 選擇關係，獨寫/句頭；那個等。/mia-/(那一個/which one)、mia'asay(哪一個(指物)/which one(object))、mia'ima(哪一位(指人)/which one(person))。
4. 因果關係，獨寫/句頭/句中；因為/因此、所以等。laiki(因)，maluhuda(因此)、ini malunhuni(如此/就不會這樣)、ini maluhusu(如此/就不會那樣)、haki(如此/才是/因而/可能)、laila(所以/so)。
5. 假設關係，獨寫/句頭/句尾；如果、假若等。sia(假如/如果)，/na…ka/(如果…/若…)。
6. 承接關係，獨寫/句頭；然後、那麼、如此、因而、直到、甚至等。maxa(然後/多用在句頭)、liaka(然後)、laiki(如此;那樣/thus,in this way)、kaw(因而,直到/kawki/then, and then, till then/kawki 一般後接指人的普通名詞,比如: Kawki takarad(風水師) a isia ka,...)、isia(如此/isia lai; isia lia)、kaxu(到/直到)、yaw nahada(還有/仍有)、haka(才是真的/那麼現在/那麼以後)、masaubin(aubin/接下來/接著)、isia laiki(那個如此/that thus/而 isia 可用以指某個人)、iu(甚至)等。
7. 時間關係，獨寫/句頭/句中/句尾；當…、才…、…之後的時候、到那時等。ay(何時/表過去及未來)，kasayan(何時/ukasayan/表未來)，nukuasayan(何時/表過去)，kaw isia(到那時/till then)、isia(那時/isia lia/那時了)、taxu isia(到那時/taxu isia lia/到那時了)等。
8. 比擬關係，獨寫/句中；比、像那樣、愈…愈…等。haiki(好像(像這樣)/就如)，haiha(似乎)，ma-haiki(似乎)，maha(似乎)等。
9. 質疑關係，獨寫/句頭；為何、該怎麼辦等。mu'asay(為何/為什麼)。mu'asay(如何)。
10. 讓步關係，獨寫/句頭；沒關係、還可以等。pasayen(haw lia/無所謂/沒關係)。

## 熟語正詞法
熟語指先民近人經久習用之固定語句結構，像是格言、警示用語、婚喪喜慶，或則逢年過節等之人際往來用語。而成語、諺語、鬥嘴鼓等之用語亦屬之。基本上此些語音之音調，全部以傳統之語音及慣用之音調為主。一則傳統之語音表現傳神、二則先民近人習用已久，一講這些用語大家自然心領神會不須多做解釋。
- 一般表達之慣用熟語：Hau'iak!(你好!)。Paka-tahayak isiw.(謝謝你)。Mu-zakay ka pa-kinak-aw.(走路要小心/(mu-zakay)為"走(路)",(pa-kinak-aw)為"慢慢地")。Cuax ka mula-i!(cuax贏了！)。Apu, aunu iak a lama isiw haw.(阿嫲，祝你幸福/(aunu)表"為了(for)",((r)iak a lama)指"幸福",(haw)為"語尾助詞強調好之意",(aunu…isiw)為"祝你…")。Pa-ka'iak e na.(祝你平安)。Da-dua-lia la.(全部(說)完/That is all)。
- 成語、諺語等之熟語：Takaat kawas iu kawas lai "taating a madu ka paka-dahu e."(老師常說："積少成多"/(kawas iu kawas)表"常說",(lai/lia)表"常/已經",(e)為"語尾助詞"表"如此說法")。Hakezeng kawas-i lia! "kiliw a takayah ka mudan, ahuay mu-singaw ka iak a dali."(老人家說了！蛙鳴降雨；鷹啼天晴/(hakezeng)為"老人家",(kawas-i)為"動詞祈使式(說了)",(kiliw)指"叫/鳴叫",(ahuay)為"老鷹",(mu-singaw)指"啼叫")。

## 句型
語序常用的有動賓主語序(VOS)及主動賓語序(SVO)兩種，一般較不使用動主賓語序(VSO)語序。如使用SVO則在主格後大抵隨著加上主題標記<ka>。在VOS及SVO這兩種常用的語序之下，斜格或主格等標記就顯得不那麼重要。VOS或SVO之語序可依據表示遠近及重點之不同而做一些變化。且在這兩種語序的應用下，如格位標記不清楚，也可以很容易判斷語句之表意。而在VOS使用時，主格附著代詞(S)則可附加在賓語後；或則主格代詞(S)以中性格獨立在後。當一句中有兩個謂語時，動貌詞(TAM/TMA)基本上只加在第一謂語上，而AF在第一及第二謂語上均可使用。而PF一般在第一謂語上，甚至主語亦可使用；而如用PF句式則可出現VS(O)句式、不過其中的<O>為間接格。如為複合句則主從次句、或並行句之各分句的謂語均可加上AF。在"祈使句"<-ka/-ika>句型裡，則謂語用原型，而"代詞疑問句"<pai-(附著代詞)>的句型裡謂語則依句型架構而置放；"奪格句"<lay-(附著代詞/或後接屬格代詞組)>的句型裡謂語亦依句型架構來置放。從語句上看、噶哈巫語較傾向歸屬於黏着语。根據不同的詞綴而產生不同的語態。不過不同於屈折語，噶哈巫語一種詞綴也只有一種語態、類如日語文法型態。噶哈巫語詞綴表現最多的詞類、是在動詞部份。

### 平行式句型
指情形或事件的並列或平行狀態，用iu(u/yu/yi/及)、uu(或/or)、maki(maku/makuas/makusa/與/跟)、yaka(和/主要用於人名,詩歌中常用)等表示。Atun yaka Cuax.(Atun和Cuax)。

### 承接式句型
承接式語句指情形或事件的前後之間的承接/接續狀態，用承接詞/laiki/(如此)、/laila/(那樣)、/liaka/(然後)、maxa(然後)、kaxu(到/直到)、haki(才/可能/haka)等表示。Laiki aba naki.(我老爸這樣(如此)講著)。Mahatahatan laiki dusa a yasia.(他們兩人/如此/很高興/(yasia)表視界外很遠的"他們")。Papaluzuax ki nami kaxu hanisay saxan.(我們要傳承數千年)。Maxa ki-kita-ay mamais nisia, kita siaen lia.(然後，他的妻子仔細地看了)。Kayu haka namisiw pina-risan a rakihan.(Kayu才是他們親生的孩子/(pina-risan)為"親生的")

### 因果式句型
指情形或事件的因果狀態，用/maluhuda/(因此)等表示。Haw-lia, maluhuda maluhuda hayaku siidua muririx daxe mata puupuh raxung.(好，(因此)我去找河的起源地)。

### 進行式句型
指情形或事件的進行時態的表達法，一般可用中綴/-a-/加入謂語內、或以進行涵義的語式來表達之句式；另/-a-/加入謂語內也可以表示動作起始之意。M-a-idem lia ki rakihan.(小孩正在睡覺)。Cuax t-a-umala atun maa-turay.(cuax正在聽atun唱歌)。

### 選擇式句型
指情形或事件的選擇狀態，用/mia-/(那一個/which one)表示。Mia'asay?(哪一個?)。Mia'ima?(那一位?)。

### 比擬式句型
指情形或事件的比較或比擬之競比狀態，用比較詞構(<副詞/形容詞>+di+<B-an/指示代詞>+A：A比B"如何"(副詞/形容詞)…)或比擬詞/haiha/(似乎)、maha(似乎)、/haiki/(/好像/像這樣)等表示。(R)iak di misiw mini.(這比那好)。(R)iak di yaku-an siw.(你比我好)。Haiki ima pai-misiw?(她好像是誰)。Inihaw isia maha pau-sungud-ay.(在那裡似乎要舖橋/(pau-sungud-ay)為(pu-sungut-ay)的音變,後綴(-ay)指"非已然語氣(未來)")。

### 祈使式句型
祈使式(祈願式)句型為指請求、命令、規勸或指責等事情之狀態情境的表示，用/-i/(…吧/受事焦點)、句後加/na/(請…/語尾助詞)，或某些特定語詞等式表之。Maana na, kaxadi apay!(且慢，要削皮!)。Aita-na!(給我/給他/(Give it to me!),(Give it to him!))、apul-i!(施肥/rapul-i)、Tinitin-i talami na!(試著秤秤它!)、Xurad-i!(醒過來!/(xurad)為(xurat)之音變)、Pudin-i!((你)瘋了!/(pudin)同於客家语)、Puden-i nah!(別亂了!/別瘋了!)、Ma-punu-i!((你)頭殼壞掉了!/(ma-punu)指"傻/笨")、Maanu-i!(走(滾)遠一點!/到遠處去!)、Kixit-i!(側躺著!/(kixid-i))。Usa'!（出去！(滾)出去！/同賽德克語,泰雅語的用法）等。

### 否定式句型
否定式句型指情形或事件的否定狀態，用否定詞/ini/、而完成式否定詞用/ini-lia/表示。Ini padaux-en inusat ni Pupuh ki Saisiw.(Pupuh沒有叫Saisiw喝酒/(Saisiw)沒有被(Pupuh)叫來喝酒,謂語(padux-en)使用PF)。

### 過去式句型
指過去或已發生過的事情或狀態，可單獨置於句頭句中句後所表之<時間副詞…>。或動詞附加後綴/-lia/、hadua(表示事件已完成/已過去)，或配合過去的時間副詞等。Babukilit kiliw, ukat lia ilas.(蟋蟀鳴叫，月亮出來了/(babukilit)指"蟋蟀",(kiliw)指"叫/鳴叫",(ilas)指"月亮")。

### 完成式句型
完成式句型為指已完成的情形或事件，用/<謂語>+(-lia)/表示、動詞附加中綴/-in-/、hadua(表示事件已完成)、mu-ruput(表完成式)，或配合過去式的時間副詞等。M-in-u-dekel yaku a ina ka, saisim-an.((已經)撿到我的母親，她疼我/(saisim-an)指"疼(我)/to treat with affection"使用LF,不過(saisim-an)可做及物動詞用可接賓格,(saisim)表"疼/愛")。Mayaw ma-tuxumak lia ki yaku.(房子我還沒蓋好/(lia)表"完成",(matu-xumak/patu-xumak)指"蓋房子",(xumak)指"房子")。

### 未來式句型
未來式句型指未來發生(或從目前延續至未來)的事情或狀態，可用/(a)-V-ay/(主事/處所焦點)、/(a)-V-aw/(受事焦點)，或配合未來的間副詞表之等。Talubik-ay ki arim.(桃子會掉下來)。P-a-urihad-ay!(他快要死了!/加上中綴(-a-)表未來進行式)。Ta-kita-aw!((讓我)看看吧!)。Ta-kan-aw naki!((被)我吃吃看!)。Ta-daux-aw!((讓)我喝喝看!)。

### 主題複合句型
主題標記/ka/之前的主題非單一名詞或名詞組，而是為一句型，句型格式為：/SVO(VOS)句型/+ka+(V,SVO或其它句型)，基本上為一複合或混合句型。Yami mu-kusa paka-bai-bai-an hawta ka paka-habai.(我們去醫院確實能使(身體)較快活(輕鬆)/(paka-baibai-an)為醫院,(paka-habai)為使身體較"好/快活/輕鬆")。

### 語序VSO/VOS至SVO的轉化
噶哈巫語原本語序為典型的南島語系語言之語序VSO/VOS，而中文或漢藏語系基本語序為SVO。噶哈巫族遷徙於1813年在郭百年事件過後，在邵族的引介下共同防守的拉力因素大舉遷入南投埔里。噶哈巫語受到中文及閩南語的漢藏語系SVO語序之影響，故有使用SVO語序之語句出現。在進行SVO化之噶哈巫語句會類同如邵語、巴宰語等語言之語序的漢藏化使用/a/接續語詞一般，而噶哈巫語句會使用主題標記/ka/，及/a/來代替之後的格位標記而進行語序及語詞之接續作用、或則語詞直接進行接續。於典型噶哈巫語語序在謂語之前語可以是（1）副詞<如：時間，地方，語氣等>.（2）/nahada/開頭之短詞句.（3）連接詞<接續詞>。而SVO類似語式的出現，則以主語代詞、地方副詞、普通短詞<組>開頭，則此語句或謂受到漢藏語系SVO之影響。在句型上噶哈巫語如西班牙語等語言一般，二個句子可以如連寫句般地連綴在一起。

### PF語序
PF語序(被動語序)大抵有幾種句式、其中(O)指的是間接格而非賓語，在SVO句式下則在(S)後須加主題標記<ka>；類如日語中(wa)之用法；而<ki>為主格標記。而地方、時間或方向等副詞組，在VSO或VOS(VSO)時一般置放於句式的最後頭、也可置於句首或句中：

#### 一般PF語序
- V(O)S：V-en(PF) ni N ki Agent.((ki+Agent)+…被(V-en)…+以(ni+N)/(ni+N)詞組可用屬格代詞替代/(ni)有時可省略,而(ki)則較不省略(表：(ki+Ageng)被…)/而(Agent)如用"人稱代詞"當主格,此時可以省略(ki)).
Saysim-en nisiw ki ana.(ana"很得"(被/受到)你疼愛).
- VS(O)：V-en(PF) (ki) Agent ni N.(Agent被ni+N…(V-en)…/(ni+N)可用屬格代詞替代).本句型(VS0)與(VOS)的差別在於(S)與(O)的對調.
Kan-en (ki) alaw ni balan.(魚(被)貓吃了)。
- SV(O)-1：Agent ka V-en(PF) ni N (地方副詞).(Agent+ka+被ni+N…(V-en)…(地方副詞)/(ni+N)可用屬格代詞替代)。句式<SV(O)-1>為常用的主動賓語序.
Imisiw patakan ka kalapu'-en ni saw mata di binayu.(那些竹竿(被)人從山上拿走了/(mata di binayu)為地方副詞表"從山上")。
- SV(O)-2：Agent(否定名詞組/邏輯上的主詞) ka V-en (O/屬格代詞/實際的主詞).(Agent+ka+被(O/屬格代詞)…(V-en)…).
不過此種句式<SV(O)-2>一般以主動形式來表現且常用在否定句式上、而屬格代詞為實際的主詞，其解說語序為<(O/屬格代詞) V(-en) S(Agent)>.
Kuang a dukul (ka) kakan-en naki.(我沒有芋頭可以吃)。

#### 使役PF語序
- S(pa-V)(O)：Agent ka (pa)-V-en(PF) (O) ki N.(Agent+ka+(讓/使)(O)…(V-en)…(以)ki+N)
Tata ka pakan-en talima (a) rakihan ki sumay iw rumut.(後母餵自己的小孩吃飯及肉)。
- S(pa-V)(O)：Agent ka (pa)-V-en(PF) ki N.(Agent+ka+讓(被)ki+N…(V-en)…/(ki+N)可用"屬格代詞"替代)
Hakezeng a saw (ka) pa-'angid-en ki rakihan.(老人家讓小孩子哭)。Imini wzau ka p-in-a-kan-en naki.(這隻狗是我養的/(p-in-a-kan-en)表"正在被養")。

### LF受事語序
LF受事語序會呈現出"被動語態"，其主語以屬格或以<ni+人名>呈現。其句型大抵以V居首為多；其邏輯主語亦可<邏輯主語+ka>的結構居句首，或以<指示代詞詞組>、或以<ki+(名詞/名詞組)>置於謂語之後。

#### 邏輯主語置後
邏輯主語置前，一般置後的邏輯主語前需加主格標記/ki/；而置後的代名詞邏輯主語可以視情況加主格標記或不加。屬格部分(實際主語)在一般名詞需前需加格位標記/ni/，一般代詞需變格為屬格；而指示代詞前一般不需再加屬格格位標記/ni/。
- (副詞)+(pa-/-in-)V-an(-lia)+(指示代詞詞組/ki+N/Pron)+(屬格/ni+N/Pron).((指示代詞詞組/ki+N/Prib)…(屬格/ni+N/Pron)…(副詞)…(pa-/-in-)V-an(-lia))。
Riak kakan-an imini a sumay niam.(這些米我咱們可以吃了/(riak)表"可以")。
- (pa-/-in-)V-an(-lia)+(屬格/ni+人名)+(指示代詞詞組/ki+(名詞/名詞組)).((指示代詞詞組/ki+(名詞/名詞組)…(被)(屬格/ni+人名)…(pa-/-in-)V-an(-lia))。
K-in-exed-an ni Atun nimini a rima.(他的手被被Atun割到/(k-in-exed-an)表"已經割到了")。
- (pu-/-in-)V-an(-lia)+(指示代詞詞組/ki+(名詞/名詞組)).((指示代詞詞組/ki+(名詞/名詞組)…(pu-/-in-)V-an(-lia)/(pu-+N-an)表"Locative-focus,location").
Pubatun'-an-lia ki babaw daran.(路上鋪了石子)。Pu-sungud-an ki (r)axung.(河上架著橋)。

#### 邏輯主語置前
邏輯主語置前，邏輯主語前不需再加主格標記/ki/。
- (邏輯主語+ka)+(pa-/-in-)V-an(-lia)+(屬格/ni+人名)+(u(a)/斜格標記)+(名詞/名詞詞組).
((邏輯主語+ka)…(被/讓)(屬格/ni+人名)…(pa-/-in-)V-an(-lia)…(u(a)/斜格標記)+(名詞/名詞詞組)).
  - Rakihan ka pakan-an naki u alaw.(小孩(被)我餵他吃魚)。

### 基本語句結構表示法
- 有用主謂賓結構(SVO)：
  - Aba tumala akihan a m-angit. 爸爸聽到小孩在哭. (Papa heard the child crying.)
主詞“父親”(Aba)，(過去式)動詞“聽到”(tumuala)，受詞“小孩”(akihan)，(a)當"連繫限定詞"用來連繫前面的小孩(akihan)，也因加上"a"而造成限定後面的動詞"哭"(m-angit)形成現在分詞的表示形態。[3][22]
- 疑問句:
  - Asay pai-mini? 這是什麼? (What is this?)
"疑問助詞"為 "pai"、只是作為表示疑問句型的指小詞，也只出現在疑問句、也是疑問句必須具備的語助詞；本身沒有任何意思只是表示疑問狀態，類如俄語疑問句裡的 ""。而"asay"為疑問詞表示"什麼"之意，但是含有表語的成份。"mini"為指示代名詞表示"這個是…"之意，配合<pai>形成"指近未來式主格指示代詞<paimini>"。本句相對於中文呈現出倒裝句型，反而類似英語的疑問句型結構。[3]
- 有用謂賓主結構(VOS)：
  - Kalaxi yaku-siw.（Kalaxi yakusiw.） 你騙我. (You cheat me.)
主詞“你”(siw)置放於句子的最後邊、-siw 為單數"第2人稱"(主格)附著格式。動詞“欺騙”(kalaxi)置於句子最前邊、kalaxi 也可當名詞用表示"騙子"。受詞“我”(yaku)、yaku 為中性格第1人稱單數，中性格在此當賓語用。"我"根據不同的句型架構與格位有這幾種稱呼法：aku(主格)、ku(之前的詞尾帶有元音(比如: a,i,u 等)，故 aku 省略 a)、yaku 等。本句顯示出噶哈巫語的南島語句型特色。[3]
- 有用動主賓語序(VSO)：
  - Ma-baza-ku riak a saw (i)mini.（Mabazaku riak a saw imini.） 我知道這個人是好人. (I know this person is good guy.)。用VSO時大抵會配合"指示代詞"(O)使用，而"指示代詞詞組"(O)通常表示補語或間接格。而如用單純的代詞表示賓語則較不用此種VSO句式，如：Mubaket-siw yaku.(你打我)。基本上VS(O)句型會產生在不及物動詞句，或PF(受事焦點)等之句式中。[3]

### 動詞焦點系統結構句
- Pu-batu-an-lia ki babaw daran. 路面上〈鋪了石子〉(The road has been paved with stones.)

為〈谓宾主结构〉語序中無賓語之不及物動詞句型。動名詞 pu-batu-an 表"鋪(石子)之處"。pu-…-an 表"處所焦點"的附加環綴，附加於名詞/batu/的前後(pu-N-an)。<-lia>表(動詞)為完成式之時態獨立的動貌詞。ki 為主格標記、以獨立前綴形式表示，帶出其後主語。因本句式為不及物動詞句型之強調主題語式，故屬於廣義上的三分法語言形態。babaw 表(路的)上面、為實質上的的主語，採「後位修飾」，修飾詞為 daran(路)。總的主語詞組(babaw daran)為 daran 加上 babaw 表"路(的)上面"。語句架構以被處所焦點環綴(pu-…-an)強調之語詞(batu)帶頭開始。語句結構解析如下：
原句→ Pu-batu-an-lia ki babaw daran.
噶哈巫語語序句型→〈Pu-N-an-lia ki B A's.〉
轉換之中文語序→〈A的B〉+〈主格標記 ki〉+〈(動詞)完成式時態 -lia (獨立動貌詞詞綴)〉+〈pu-(名詞/N)-an(處所焦點環綴)〉。
- M-in-e-ken-siw sumay-lia? 你已經吃過飯了嗎? (Have you already had yet?)

為典型的〈谓主宾结构〉語序之及物動詞句型。動詞 e-ken(吃)加上主事焦點前綴 m、呼應後邊的附著第2人稱代詞 -siw，再加上表完成式之中綴<-in->。句後加上<-lia>(完成式之時態獨立動貌詞語綴)，進一步強調完成動作也帶出疑問語態、如同英語 yet 的用法。邏輯上的主格為人稱代詞(PN)"你"用<-siw>表示、採第2人稱代詞的代詞附著格式，附著在動詞後呼應前綴主事焦點<m->，並組成同一詞組(多重合成型/黏著代詞方式；minekensiw)。sumay(飯)為賓格。一般英語問吃飯時、都會指明吃早中晚那一餐，噶哈巫語如同漢語的習慣大抵問的是午餐或晚餐。於此先用〈lunch〉表示吃"飯(午餐)"，實際譯文須視上下文再作定奪。
原句→ M-in-eken-siw sumay-lia?
噶哈巫語語序句型→〈M-in-V-PN N-lia?〉
轉換之中文語序→〈-PN(代詞附著格式)〉+〈-lia(完成式之時態獨立動貌詞語綴)〉+〈M-in-V(附著主事焦點前綴(m-)及中綴(-in-)之動詞)〉+〈N(賓格)〉?

## 例文

### 世界人權宣言
<世界人權宣言>是联合国大会于1948年12月10日在法國巴黎夏樂宮通過的一份旨在維護人类基本权利的文献(聯合國大會第217號決議，A/RES/217)。宣言起草的直接原因是對第二次世界大戰的反省，是第一份在全球範圍內表述所有人類都應該享有的權利的文件。底下以汉语、噶哈巫語，及英语參照對譯。
| 世界人權宣言                 |
| 第一條                       |
| 人人生而自由，               |
| 在尊嚴和權利上一律平等。     |
| 他們賦有理性和良心，         |
| 並應以兄弟關係的精神相對待。 |

### 主禱文
本主禱文(/天主經)源自新約聖經或四福音书馬太福音第六章第9節至13節(A-xias kakawas, Masiw 6:9-13)。內文第1人稱代詞複數之譯寫主要採用包含式。

Mu-sumat aba-babaw a ahan 主禱文 (Lord's Prayer)
9.Nita a Aba kaidi babaw kawas, 我們在天上的父,
 (Our Father in heaven,)

 pa-paaka-sezaw-i tubabaw sen ki nisiw a langat. 願你的名被尊為聖.
 (holy is your name.)

10.Pa-pa-ngasa-i pasu-rubu ki nisiw a k-in-ula-an, 願你的國早日降臨,
 (Your kingdom come,)

 pa-paitadu-i ki nisiw a l-in-ixad-an, dini daxe haiki babaw. 願你的旨意成就在地上，如同成就在天上.
 (your will be done on earth as it is in heaven.)

11.Baxa-i aunu dali a nu saw. 求你賜給我們今天所需要的食物.
 (Give us this day our daily bread.)

12.Hau'aini si ka nita a hayahay, inangi yami hau'aini ka ribirip-en naamisiw ki yami a saw. 求你寬恕我們的罪，就像我們寬恕得罪我們的人.
 (Forgive us our sins as we forgive those who sin against us.)

13. Ana papa-xitalam-i niam a aidisaysay, tutu-i niam pater lia di sadial. 求你不要讓我們向試探屈服，救我們脫離那惡者.
 (And lead us not into temptation, but deliver us from evil.)

- Amén. 阿門. (Amen.)
- A-xias kakawas, Masiw 6:9-13. 新約馬太福音6:9-13. (The New Testament, Matthew 6:9-13.)

## 參閲
- 噶哈巫語音系
- 巴宰語文法
- 優選理論
- 族語新聞
- 臺灣原住民族命名文化
- 福爾摩沙語 (撒瑪納札)

## 外部連結
- ABVD: Pazih/Paul Jen-kuei Li, Shigeru Tsuchida
- ABVD: Pazeh/Ferrell(1969)
- 茄苳樹窠:巴宰語時間 - 樂多日誌
- 巴則海語(法人費羅禮(RaleighFerrell)於南投縣埔里鎮根據王伊底,潘阿敦之研究)
- YouTube上的Pazeh Works to Preserve Language(Pazih News) （英文）
- 噶哈巫語全球資訊網(Tatuan Kaxabu a ahan)（页面存档备份，存于）
- Kaxabu Sasumadan a Babizu
- 臺灣原住民歷史語言文化大辭典網路版
- 中研院語言所<語言暨語言學>期刊目錄（页面存档备份，存于）
- Austronesian Comparative Dictionary（页面存档备份，存于）
- 臺灣原住民族語言學習（页面存档备份，存于）
- 政大原民語教文中心(含噶哈巫語)
- YouTube上的噶哈巫語言1
- YouTube上的噶哈巫語言2
- 原住民族族語線上詞典/原委會（页面存档备份，存于）
- YouTube上的潘心怡-小白花(噶哈巫語)
- YouTube上的噶哈巫語"耆老浮生漫語"
- YouTube上的噶哈巫語蜈蚣崙方言詞彙
- YouTube上的2014年噶哈巫過年潘德興先生以噶哈巫語致詞
- 臺灣原住民族資訊資源網（页面存档备份，存于）
- 語言學英漢對照表/香港理工大學
- Ogawa's Vocabulary of Formosan Dialects/小川尚義「臺灣蕃語蒐録」
- Austronesian Comparative Dictionary（页面存档备份，存于）
- 原住民族族語線上詞典（页面存档备份，存于）
- 原住民族語言研究發展中心（页面存档备份，存于）
- Alilin 原住民族電子書城（页面存档备份，存于）
- YouTube上的噶哈巫與巴宰族之差異
- YouTube上的找回巴宰語